# Liste der Straßennamen von Wien/Margareten
Liste der Straßen, Gassen und Plätze des 5. Wiener Gemeindebezirks Margareten
| Historische Straßennamen - Literatur - Weblinks |

## A

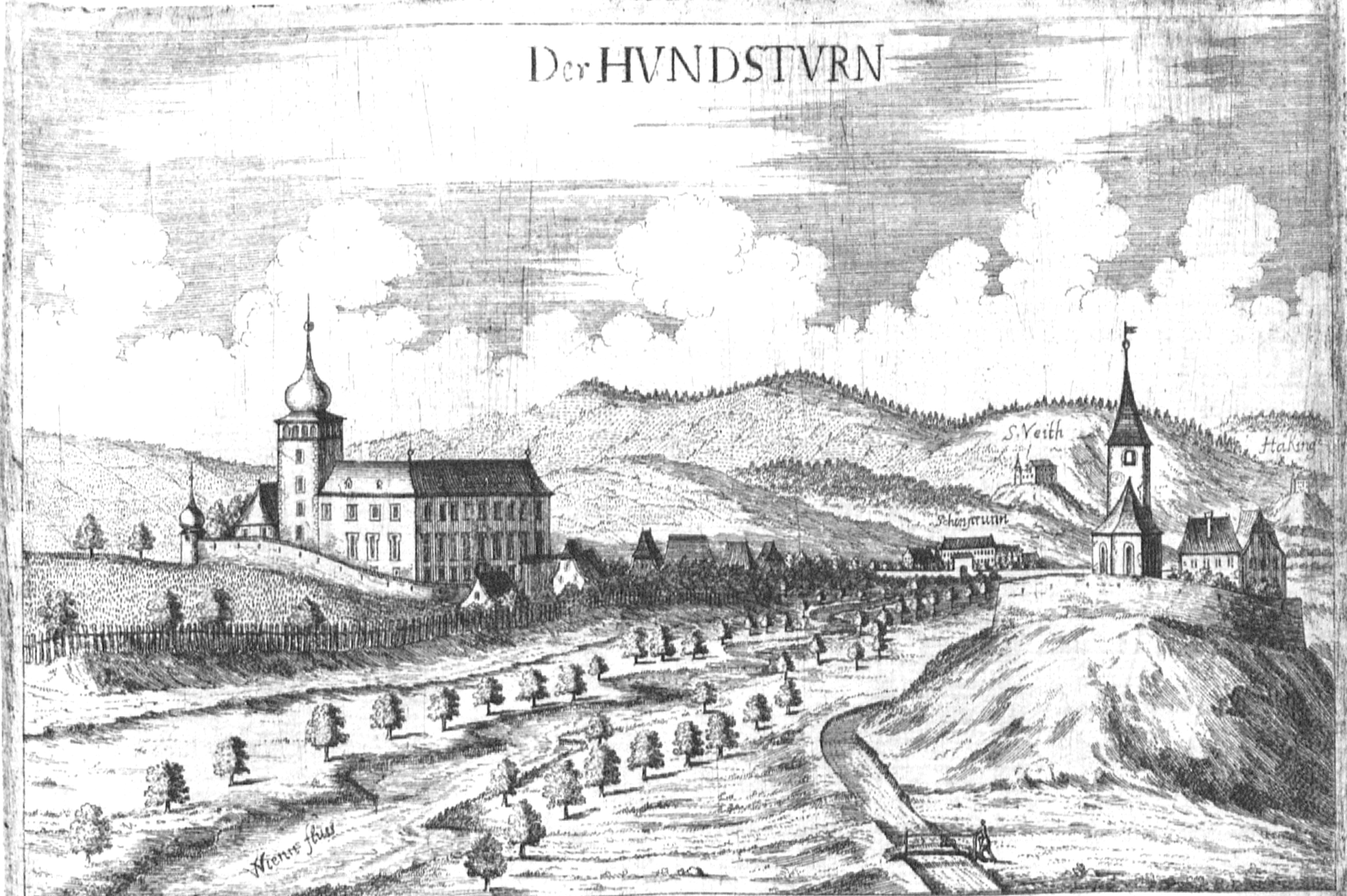
Schloss Hundsturm im 17. Jahrhundert

- Am Hundsturm, 1923 benannt nach der 1849 / 1850 selbstständigen Gemeinde Hundsturm, die 1632 erstmals urkundlich erwähnt wurde. Im Jahre 1600 ließ Erzherzog Matthias, der spätere Kaiser, ein Rüdenhaus in der Gegend errichten. Der Name Hundsturm stammt möglicherweise von diesem Rüdenhaus ab. Wahrscheinlicher ist jedoch, dass er auf die ehemalige „Hundsmühle“ zurückgeht, die im Jahre 1408 erstmals als Hunczmühle in der Scheibenried belegt ist. Die Gasse hieß früher Schloßgasse bzw. Schloßplatz nach dem Schloss Hundsturm (erbaut 1672, abgerissen 1885). Czeike führt an, dass amtlich von 1886 bis 1923 die Bezeichnung Hundst(h)urmplatz bzw. Hundst(h)urmer Platz in Gebrauch war.
- Amtshausgasse, 1862 benannt nach dem ehemaligen Amtshaus des Grundgerichts Hundsturm, das 1847 abgerissen wurde. Das Grundgericht war für die „niedere Gerichtsbarkeit“ zuständig.[1] Die Gasse hieß davor Zwerchgasse und Schmidgasse.
- Anzengrubergasse, 1890 benannt nach dem Schriftsteller Ludwig Anzengruber (1839–1889); sein Werk ist dem ausgehenden Realismus zuzurechnen. Er gestaltete eine Dorfwelt, die ihre natürliche Unmittelbarkeit bewahrt hatte, und vollendete so das österreichische Volksstück in der Tradition Johann Nestroys und Ferdinand Raimunds. Die österreichische Arbeiterbewegung sah Anzengruber wegen der sozialkritischen Tendenz seiner Stücke als einen der bedeutendsten Volksdichter neben Peter Rosegger und Marie von Ebner-Eschenbach an. Die Anzengruberstraße im 14. Bezirk, Penzing, ist ebenfalls nach ihm benannt; ebenso waren es bis 1955 bzw. 1956 fünf weitere Verkehrsflächen in den Bezirken 13, 16, 22 und 23.
- Arbeitergasse, 1871 benannt. In der Arbeitergasse 22–30 befindet sich eine der ältesten Arbeiterwohnhausanlagen Wiens, das „Carolinum“, ein 1872 errichteter Wohnblock. Bauherr war der katholische Maria-Elisabeth-Verein, ein privater Fürsorgeverein, dessen Mitglieder vor allem adelige Damen waren. Benannt wurde der Komplex nach Kaiserin Karoline Auguste (1792–1873), die dem Verein eine ansehnliche Summe spendete. Mehr als hundert Arbeiterfamilien konnten hier Quartier finden, im Erdgeschoß befand sich eine „Kinderbewahranstalt“ für die Kinder berufstätiger Frauen. Die Anlage war grundsätzlich nicht auf Gewinn ausgerichtet, weshalb die Mietzinse wesentlich geringer waren als in vergleichbaren Zinskasernen.[2]

## B
- Bacherplatz, 1871 benannt nach dem Gärtner Leopold Bacher (1793–1869), bürgerlicher Zier- und Lustgärtner; er war durch vier Jahrzehnte Armenrat bzw. Armenbezirksdirektor in Margareten. „Armenrat“ war eine Bezeichnung für jene Bürger, die u. a. zuständig waren für die Betreuung der Armen, die Verteilung von Spenden und Pfründen und die Ausstellung von Armutszeugnissen (die etwa in Spitälern oder Schulen vorzuweisen waren). Der nahe Bacherpark ist ebenfalls nach Leopold Bacher benannt.
- Bärengasse, 1862 benannt nach dem Haus „Zum braunen Bären“ in der Bräuhausgasse 22. Nach einer Sage soll der entlaufene Braunbär eines Schaustellers die Bewohner in Angst und Schrecken versetzt, dann aber ein ihm wehrlos ausgeliefertes Baby in einer Wiege nur beschnuppert und völlig unversehrt gelassen haben. Die Gasse hieß davor Schmiedgasse.
- Blechturmgasse, 1862 benannt nach dem alten Flurnamen blechernes Thurm-Feld. Der Name leitet sich von einem Eckhaus ab, das seinerzeit mit einem blechernen Turm geziert war und als eines der ältesten Häuser der Vorstadt Wieden gilt. Die Gasse bildet seit 1861 die Grenze zum 4. Bezirk. Sie hieß um 1829 Blecherne Thurmgasse; ihre Verlängerung außerhalb des Linienwalls hieß Alter Bürgerweg.
- Brandmayergasse, 1875 benannt nach dem Apotheker Eduard Brandmayer (1810–1874); er führte bis 1844 die Apotheke „Zum schwarzen Mohren“ in der Wipplingerstraße 12 im heutigen 1. Bezirk und gründete dann eine Fabrik für chemische Produkte. Er war Grundrichter, ab 1848 Mitglied des neuen Wiener Gemeinderats und von 1862 bis 1874 der erste Bezirksvorsteher des 1861 vom 4. Bezirk, Wieden, abgetrennten Margareten.[3]
- Bräuhausgasse, 1901 benannt nach dem ehemaligen Margaretner Brauhaus, das sich an der heutigen Adresse Margaretenplatz 4 befand. Das zum Gut Margareten gehörende Brauhaus wurde 1564 in der Nähe des Margaretner Schlosses erbaut; es wurde 1860 demoliert. Die Kellergewölbe haben sich unter einem Teil des Margaretenhofs (Stiege 12) erhalten. Die Gasse hieß davor Untere Bräuhausgasse und ursprünglich Sackgasse.

## C

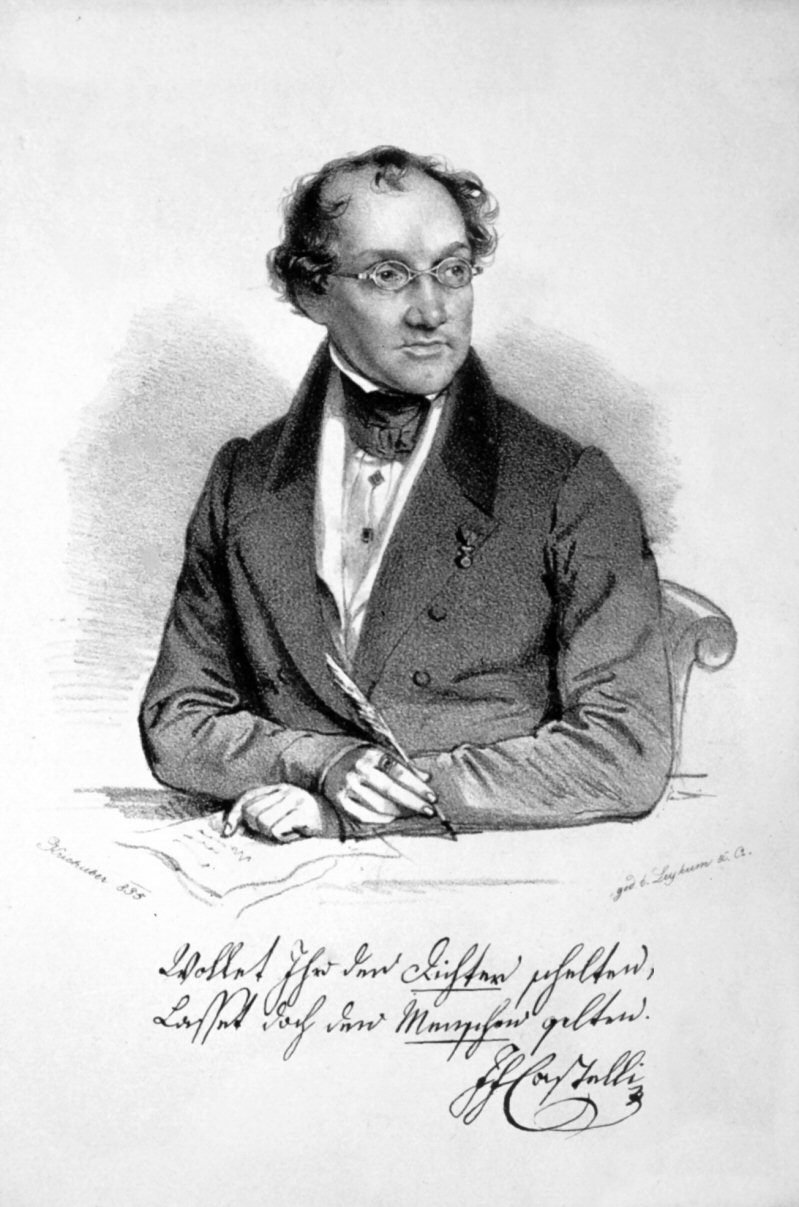
Ignaz Franz Castelli

- Castelligasse, 1874 benannt nach dem Schriftsteller Ignaz Franz Castelli; der populäre und vielseitiger Dichter des Wiener Biedermeier verfasste ab 1811 für das Kärntnertortheater 199 Stücke. Daneben war Herausgeber der Zeitschrift Der Sammler (ab 1808) und der Wiener Modezeitung (1815–1848) sowie Begründer der literarischen Gesellschaft Ludlamshöhle (1819). Im Jahr 1846 gründete er den „Niederösterreichischen Verein gegen Misshandlung der Tiere in Wien“, der als „Wiener Tierschutzverein“ heute noch existiert. Die Gasse hieß ursprünglich Zwerchgasse bzw. Zwerggasse und später dann Traubengasse.
- Christophgasse, benannt (Datum unbekannt, um 1860) nach dem ehemaligen Hausschild „Zum hl. Christoph“. Der hl. Christoph ist ein historisch nicht belegter Heiliger des Christentums; er wird häufig als Hüne mit Stab dargestellt, der das Jesuskind auf den Schultern über einen Fluss trägt. Er zählt zu den Vierzehn Nothelfern und ist heute besonders als Patron der Autofahrer populär. Die Gasse hieß um 1830 Blumengasse.

## D
- Diehlgasse, 1886 benannt nach dem Unternehmer Karl Diehl (1812–1886), Seidenwarenfabrikant; er stiftete eine Fortbildungsschule für Mädchen. Die Gasse hieß davor Koflergasse.

## E
- Einsiedlergasse, 1873 benannt nach dem Eremiten Matthäus Käufler († 1783), der hier 1763 mit Unterstützung der Gemeinden Margareten und Nikolsdorf eine Einsiedlerbruderschaft gründete. Nach Aufhebung der Bruderschaft (1782) arbeitete er als Kirchendiener an der Nikolsdorfer Friedhofskirche. Er lebte weiterhin in seiner Klause, wurde aber 1783 ermordet. Der Einsiedlerpark ist ebenfalls nach ihm benannt.
- Einsiedlerplatz, 1873 benannt nach dem Eremiten Matthäus Käufler; siehe Einsiedlergasse.
- Embelgasse, 1875 benannt nach dem Beamten und Topografen Franz Xaver Embel (1770–1856), Beamter der Kameral-Hauptbuchhaltung (1787–1807) und dann Stadtoberkämmerer und Magistratsrat (1807–1830). Er kümmerte sich um das städtische Kassenwesen sowie die Schaffung neuer Gemeindehäuser und Schulen in den Vorstädten. Nebenbei verfasste er Reiseschilderungen, in denen die Naturschönheiten und Bauwerke Niederösterreichs geschildert werden. In Margareten erbaute er das erste Haus in dieser Gasse.[4]
- Emil-Kralik-Gasse, 1927 benannt nach dem Journalisten Emil Kralik (1864–1906), Herausgeber der sozialistischen Zeitung Vorwärts! (1888–1894), Redakteur der Volkstribüne (1891–1893) und der satirischen Zeitschrift Glühlichter (ab 1896). Von 1896 bis 1906 schrieb er für die Arbeiter-Zeitung, wo er vor allem Kolumnen und fiktive Leserbriefe verfasste. Durch seine deftige Kritik am Wiener Kleinbürgertum – oft verfasst unter dem Pseudonym „Habakuk“ – war er in Wien populär, wurde aber auch mehrmals zu Gefängnisstrafen verurteilt.[5]

## F

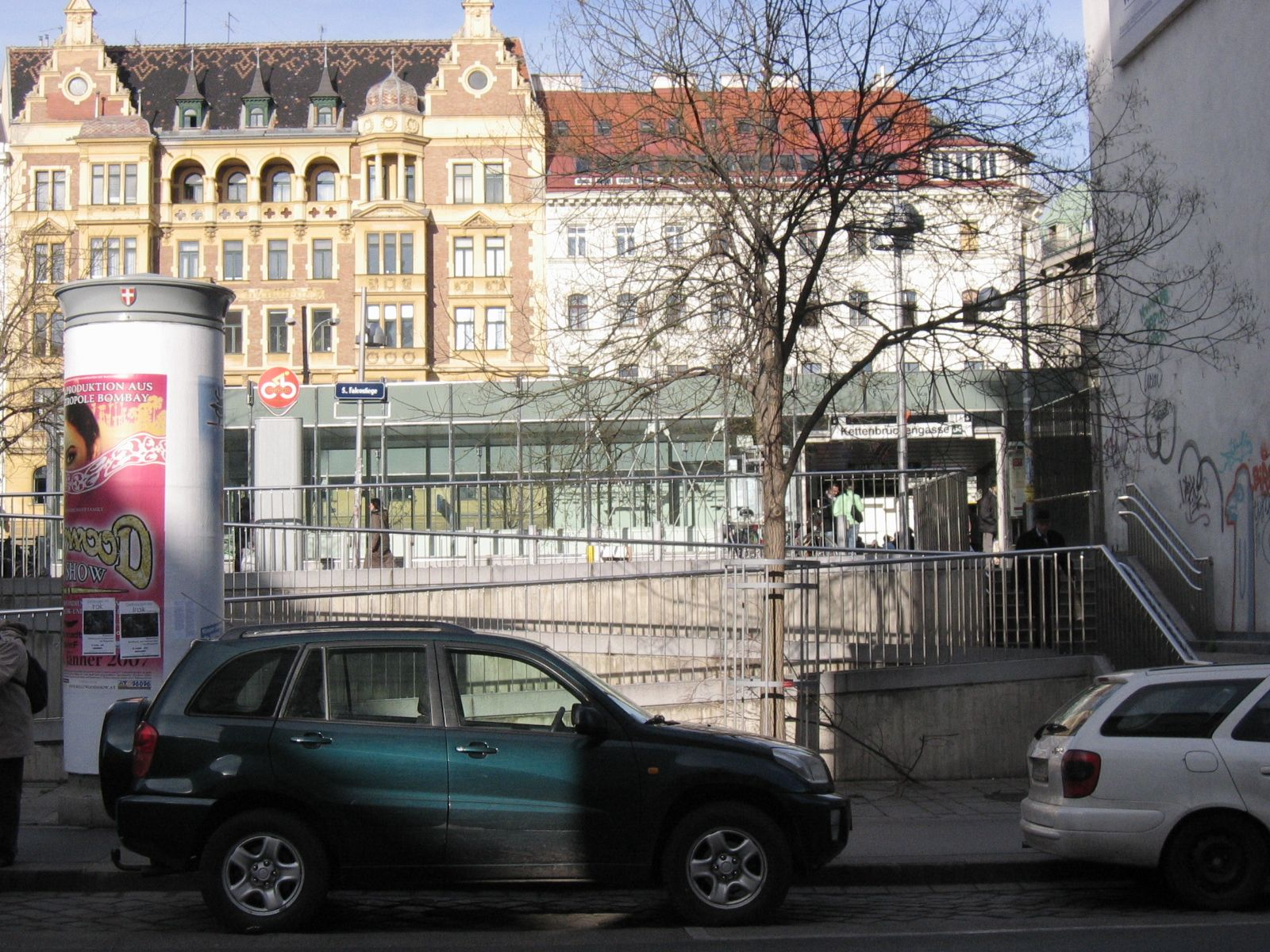
Die Falcostiege

- Falcostiege, 2003 benannt nach dem Popmusiker Falco (eigentlich Hans Hölzel, 1957–1998); er wird gelegentlich als „der erste weiße Rapper“ bezeichnet. Sein Titel Rock Me Amadeus erreichte als erstes und bisher einziges deutschsprachiges Lied die Spitze der US-Billboard-Charts. Der Musiker lebte eine Zeit lang in der Ziegelofengasse in Margareten. Die Falcogasse im 22. Bezirk Donaustadt ist ebenfalls nach ihm benannt.
- Fendigasse, 1875 benannt nach dem Maler und Lithografen Peter Fendi (1796–1842). Als Lithograf war er wegen seiner Versuche, mehrfarbig zu drucken, Pionier. Als Porträt- und Genremaler war er Begründer dieses Genres im Wiener Biedermeier und zählt neben Ferdinand Georg Waldmüller und Josef Danhauser zu den bedeutendsten Künstlern der Zeit. Großer Beliebtheit erfreuen sich auch seine ca. 400 Aquarelle, die zu den besten und bedeutendsten ihrer Gattung im Österreich des 19. Jahrhunderts zählen.
- Franzensgasse, 1862 benannt nach Kaiser Franz II. (1768–1835); er war von 1792 bis 1806 als Franz II. König aus dem Haus Habsburg-Lothringen und letzter Kaiser des Heiligen Römischen Reiches Deutscher Nation. Von 1804 bis 1835 regierte er als Franz I. Kaiser von Österreich und begründete damit das österreichische Kaisertum. Von 1792 bis 1835 war er außerdem König von Böhmen, Kroatien und Ungarn. Die Gasse hieß vorher Leopoldsgasse.

## G
- Gartengasse, 1862 benannt nach dem Margaretener Schlossgarten. 1555 kaufte Nikolaus Oláh, Erzbischof von Gran, das Gut Margareten. Er ließ den Margaretner Hof und die Kapelle teilweise neu erbauen und legte einen großen Schlossgarten an. Um 1727 verkaufte Graf von Sonnau die Vorstadt Margareten an die Gemeinde Wien; in der Folge wurden die ausgedehnten Gartengründe sukzessive zu einem dicht besiedelten Gebiet verbaut. Siehe auch Hofgasse und Schlossgasse. Die Gasse hieß davor Gärtnergasse.
- Gassergasse, 1875 benannt nach dem Maler und Bildhauer Hanns Gasser (1817–1868); er war ein zu seiner Zeit sehr erfolgreicher Bildhauer, der Figuren für Kirchen, Brunnen oder Grabmäler schuf, aber auch Porträtbüsten und Heiligenfiguren. Gasser arbeitete in einem klassizistisch-romantischen Stil und zählt neben Anton Dominik Fernkorn zu den bedeutendsten Bildhauern Österreichs in jener Zeit. Die Gasse hieß davor Raingasse.
- Gaudenzdorfer Gürtel, 1894 bzw. 1910 benannt nach dem ehemaligen Vorort Gaudenzdorf; dieser wurde 1819 von Untermeidling abgetrennt und konstituierte sich 1849 als selbstständige Gemeinde mit dem Namen Gaudenzdorf. Der Name wurde zu Ehren des Propstes Gaudentius Andreas Dunkler, Oberhaupt des Grundherrn bis 1848, des Stiftes Klosterneuburg, gewählt; siehe auch die Dunklergasse in Meidling. 1892 wurde der Vorort Wiens mit anderen als 12. Bezirk eingemeindet. Die Straße hieß ursprünglich Gürtelstraße und ab 1881 Margaretengürtel. Es handelt sich um den westlichen, im 12. Bezirk südwärts befahrenen Teil des Gürtels. Die Bezirksgrenze verläuft etwa in der Mitte der Grünanlage zwischen ihm und dem westlichen, im 5. Bezirk nordwärts befahrenen Teil  namens Margaretengürtel.
- Geigergasse, 1894 benannt nach dem Maler, Zeichner und Schnitzer Peter Johann Geiger (1805–1880); er arbeitete zunächst als Kunstschnitzer. Um 1840 machte er durch Zeichnungen in Vaterländische Immortellen aus dem Gebiete der österreichischen Geschichte auf sich aufmerksam. Er unterrichtete in der Folge Erzherzog Franz Joseph und Erzherzog Ferdinand Max und wurde Professor der Wiener Akademie.[6]
- Gießaufgasse, 1842 benannt nach dem Webermeister Georg Gießauf (um 1763–1840), Armenvater in Margareten, Kriminalgerichtsbeisitzer und Außerer Rat; er eröffnete diese Gasse.
- Grohgasse, 1843 benannt nach dem Gastwirt Georg Groh (1787–1879), Besitzer der Gastwirtschaft „Zum grünen Tor“, Mitglied des Bezirksausschusses des 5. Bezirks. Er stellte das Areal zur Anlage der Gasse kostenlos zur Verfügung unter der Bedingung, dass diese nach ihm benannt werde.
- Grüngasse, 1862 benannt nach Vinzenz Grün (1812–um 1871), Grundbesitzer; er eröffnete 1850 durch den Bau von vier Häusern diese Gasse. Die Benennung wäre noch zu seiner Lebenszeit erfolgt, wobei jedoch sein kolportiertes Todesjahr unklar und unbelegt ist. Die Gasse wurde im 4. Bezirk an Stelle des 1856 zugeschütteten Mühlbachs angelegt und später in den 5. Bezirk verlängert.
- Grünwaldgasse, 1908 benannt nach dem Geistlichen Josef Grünwald (1846–1903); er wurde 1870 zum Priester geweiht und war 1888–1903 Pfarrer von Matzleinsdorf. 1897 erhielt er für seine seelsorgerischen Leistungen die Große Goldene Salvatormedaille.

## H

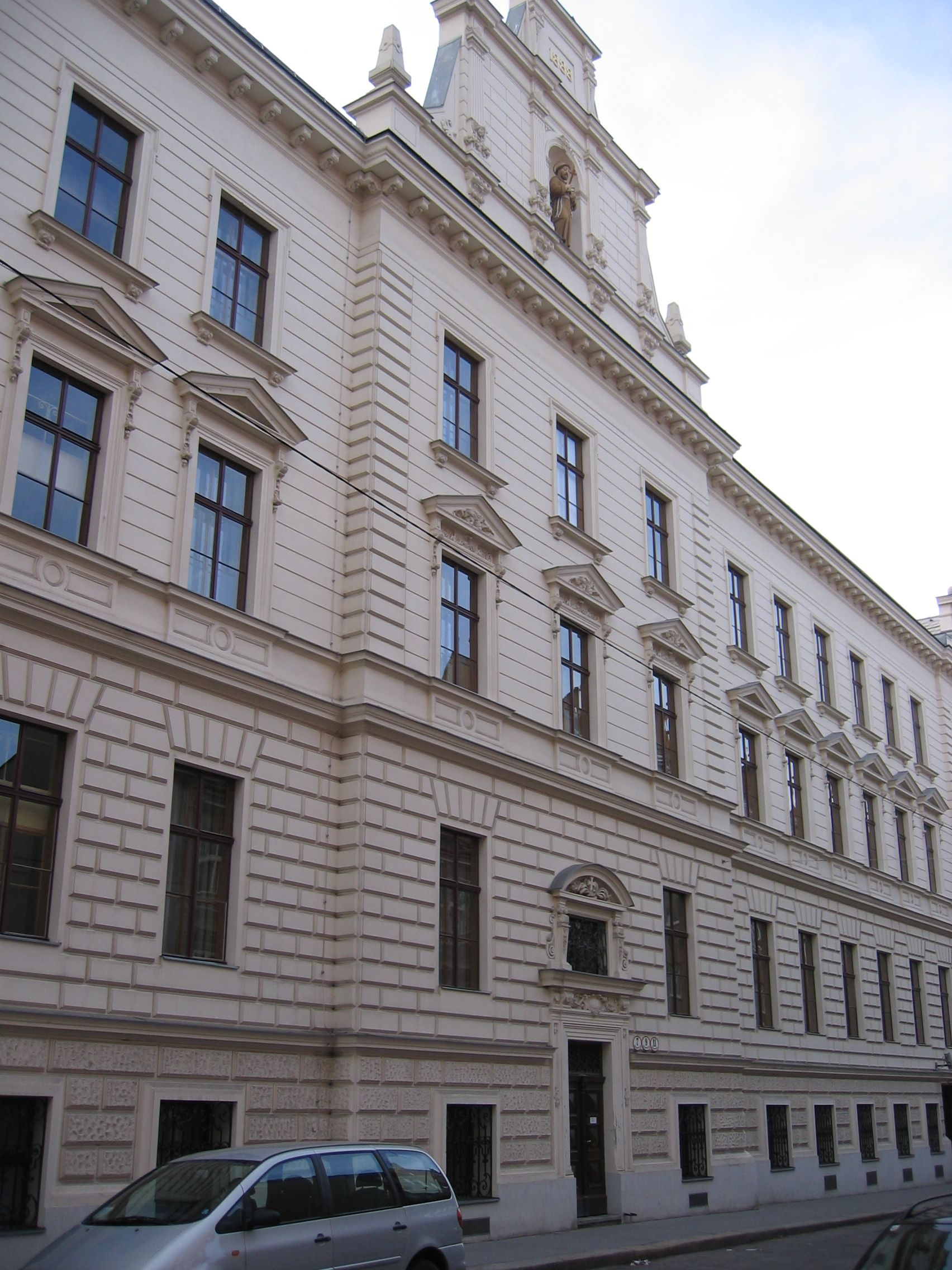
Das Mutterhaus der Franziskanerinnen von der christlichen Liebe in der Hartmanngasse

- Hamburgerstraße, 1911 benannt nach dem Klavierfabrikanten Karl Hamburger (1848–1891), Gemeinderat (1887–1891). Sein Betrieb befand sich ursprünglich in der Mollardgasse 46 in Mariahilf, um 1900 wurde die Fabrik in die Siebenbrunnengasse 60 in Margareten verlegt. Die Straße war zuvor Teil der Wienstraße (siehe die westlich und östlich der Hamburgerstraße anschließende Rechte Wienzeile); Teil der heutigen Haupteinfahrt in das zentrale Stadtgebiet aus Richtung Linz, St. Pölten und Westautobahn A1.
- Hartmanngasse, 1826 benannt nach dem Unternehmer Johann Georg Hartmann (1772–1850), Seidenwarenfabrikant, Wohltäter und Mitglied des Äußeren Rats. Auf den Hartmannschen Gründen wurde 1888–1891 das Hartmannspital erbaut. Die Gasse hieß davor Tempelgasse.
- Hauslabgasse, 1891 benannt nach dem General und Kartografen Franz von Hauslab (1798–1883), General-Artillerie-Direktor (1854–1860), Leiter des wissenschaftlichen Komitees des Kriegsministeriums (1860–1865). Er war 1843 Lehrer der Erzherzoge und Brüder Franz Joseph (1848–1916 Kaiser) und Ferdinand Max (1867 als Kaiser von Mexiko standrechtlich erschossen). Als Kartograf schuf er u. a. die Farbskala für Höhenlinien in Karten und beschäftigte sich mit geologischen Studien. 1826 führte er die Farblithografie in die Kartografie ein. 1848/49 leitete er die Entwicklung erster Ballonbomben. – Der Hauslabkogel und das Hauslabjoch in den Ötztaler Alpen in der Nähe des Fundorts der Gletschermumie „Ötzi“ sind ebenfalls nach ihm benannt.
- Heinz-Jerabek-Platz, 2023 benannt nach dem Bezirkspolitiker Heinz Jerabek. Dieser setzte sich für mehr Grünflächen im Bezirk ein, nicht zuletzt auch im Bereich der zwickelförmigen Einmündung der Bräuhausgasse in die Margartenstraße, die nunmehr nach ihm benannt wurde. Umgangssprachlich heißt diese Fläche Bräuhausspitz.
- Helga-Pankratz-Platz, 2021 benannt nach der Autorin Helga Pankratz (1959–2014), Funktionärin der Homosexuellen Initiative (HOSI) Wien
- Hofgasse, um 1798 benannt nach dem Gutshof bzw. Schloss Margareten. Bereits 1373 wurde am heutigen Margaretenplatz ein Gutshof erwähnt. Der Gutsbesitz hieß ursprünglich Niederer Hof und später Schloss Margareten; siehe Schlossgasse. Im Zug der ersten Türkenbelagerung Wiens 1529 wurde das Schloss zerstört. 1555 erwarb es Nikolaus Olai, der Erzbischof von Gran; er ließ die Gebäude wieder aufbauen und legte einen großen Schlossgarten an; siehe Gartengasse.
- Högelmüllergasse, 1875 benannt nach dem Offizier und Versicherungsfachmann Georg von Högelmüller (1770–1826); er errichtete 1823 eine Pensionsversicherung für Offizierswitwen. 1824 gründete er die k.k. österreichische wechselseitige privilegierte Brandschaden-Versicherungs-Anstalt,[7] die beispielgebend für die ganze Monarchie wurde und eine der drei Gesellschaften war, aus denen die Wiener Städtische Versicherung (Vienna Insurance Group) hervorgegangen ist. Högelmüller sorgte (im Sinne seiner Brandschadenversicherung) auch für technische Verbesserungen im Feuerwehrwesen.[8]
- Hollgasse, 1912 benannt nach Maria Holl (1821–1900); sie betätigte sich als Wohltäterin und errichtete eine Stiftung für Waisenkinder.

## J
- Jahngasse, 1877 benannt nach dem deutschen Lehrer Friedrich Ludwig Jahn (1778–1852); er war der Initiator der deutschen Turnbewegung, die mit der frühen deutschen Nationalbewegung verknüpft war. Sie war unter anderem mit der Zielsetzung entstanden, die Jugend auf den Kampf gegen die napoleonische Besetzung und für die Rettung Preußens und Deutschlands vorzubereiten. Der oft als „Turnvater Jahn“ bezeichnete Aktivist hat die Grundlagen nicht nur für den Turnbetrieb, sondern zum großen Teil auch für den heutigen Sportbetrieb geschaffen. Das von ihm begründete Turnen entwickelte sich zur heutigen Sportart Gerätturnen. Die Gasse hieß davor Mohngasse. Im Historikerbericht Straßennamen Wiens seit 1860 als „Politische Erinnerungsorte“ aus dem Jahr 2013 ist die Straße Gruppe C (demokratiepolitisch relevante biographische Lücken) zugeordnet.[9]
- Johannagasse, benannt (Datum unbekannt) nach der Unternehmerin Johanna Gorischek (1792–1858), Besitzerin einer Buchdruckerei; sie betätigte sich als Wohltäterin.
- Josef-Schwarz-Gasse, 1912 benannt nach dem Unternehmer Josef Schwarz (1834–1912); er war Likörfabrikant, Heidelbeerweinerzeuger sowie Besitzer eines Kaffeehauses in der Schönbrunner Straße 98. Er war 1890 antiliberaler Bezirksrat und 1897–1910 christlichsozialer Bezirksvorsteher von Margareten. Er veröffentlichte die Schriften Staat contra Alkohol (1905) und Warum Abstinenz und nicht Temperenz? (1906).[10]

## K

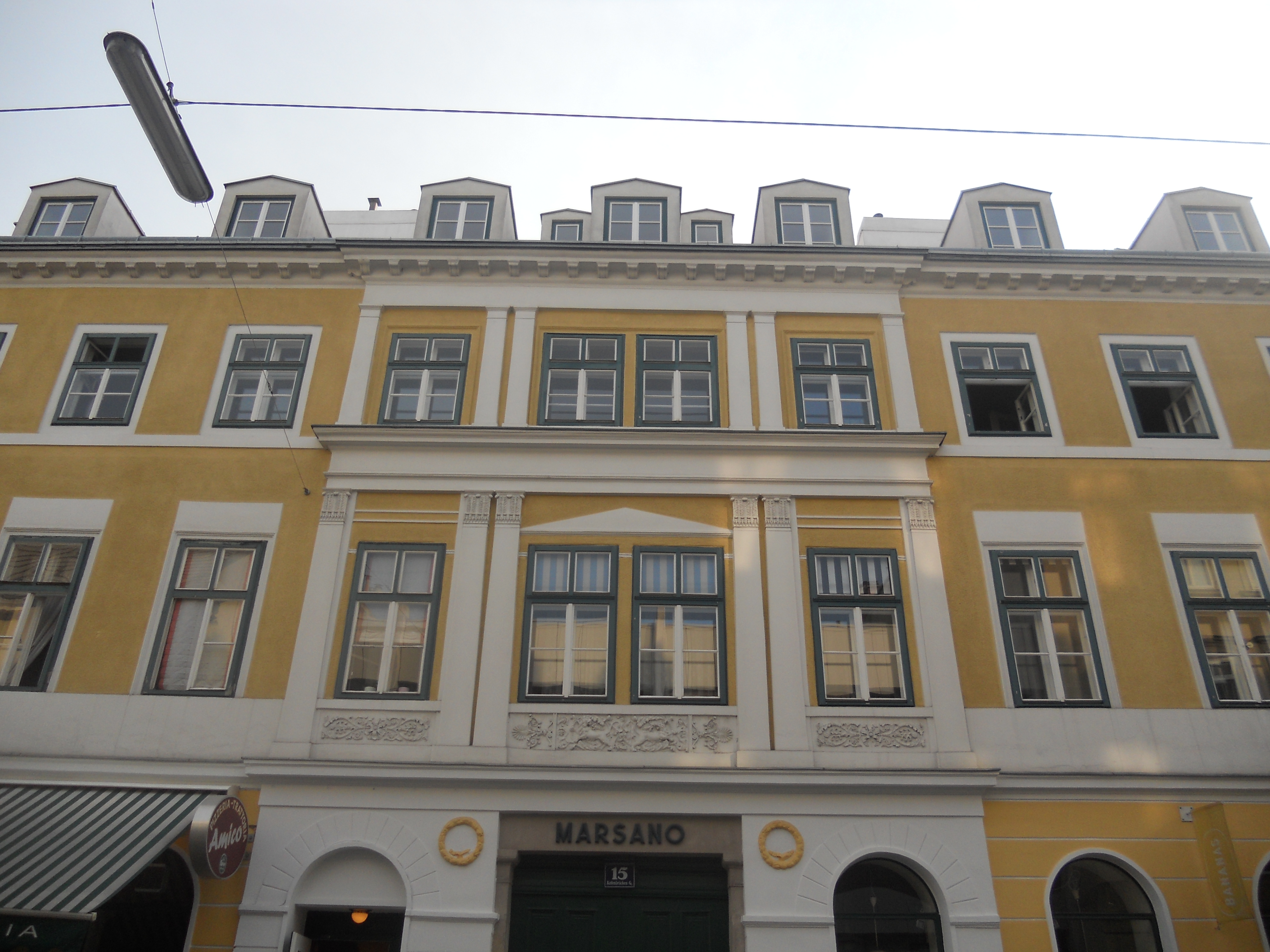
Das Haus Kettenbrückengasse 15

- Kettenbrückengasse, 1828 benannt nach der ehemaligen Kettenbrücke über den Wienfluss, die später Rudolfsbrücke genannt wurde. Die Brücke wurde 1828–1830 erbaut; sie wurde 1913–1915 bei der Verlängerung der Einwölbung des Wienflusses abgebaut. Der Bereich Kettenbrücke mit der U-Bahn-Station Kettenbrückengasse ist das westliche Ende des Naschmarkts. Die Gasse hieß vorher Lumpertgasse (nach Bürgermeister Anton Lumpert, 1757–1837); durch sie verläuft seit 1861 die Grenze zwischen 4. und 5. Bezirk.
- Kleine Neugasse, 1732 benannt, weil die Gasse nach der Parzellierung des Wiesenthalschen Gartens 1732 neu angelegt wurde; sie hieß auch Kleine neue Gasse.
- Kliebergasse, 1879 benannt nach dem Maler und Bildhauer Josef Klieber (1773–1850), Direktor der Graveur- und Erzverschneiderschule der Wiener Akademie (1814–1845). Er war einer der bedeutendsten Bildhauer der ersten Hälfte des 19. Jahrhunderts in Wien. Durch seine zahlreichen Arbeiten an Gebäuden, vor allem Skulpturen und Bauplastiken, prägte er das Bild des vormärzlichen Wien. Der benachbarte Klieberpark ist ebenfalls nach ihm benannt.
- Kohlgasse, 1887/88 benannt nach dem Spenglermeister Johann Jakob Kohl (1801–1874); er erbaute das erste Haus an dieser Stelle, wodurch die Gasse entstand. Ein Teil der Gasse wurde 1957 in die neu benannte Leopold-Rister-Gasse einbezogen.
- Kriehubergasse, 1889 benannt nach dem Maler und Lithografen Josef Kriehuber (1800–1876); er war der gesuchteste und bestbezahlte Porträtist im Wien des Biedermeier. Man findet kaum eine bedeutende Persönlichkeit dieser Zeit, die nicht von Kriehuber porträtiert wurde. Sein Erfolg rührt wohl daher, dass er es meisterhaft verstand, Männer bedeutender und Frauen schöner darzustellen, als sie es in Wirklichkeit waren.
- Krongasse, 1825 benannt; die Gasse entstand durch die Parzellierung des Grunds der Gaststätte „Zur ungarischen Krone“ und wurde nach dieser benannt.

## L
- Landgutgasse, 1866 benannt nach dem Alten Landgut. Diese frühere Ziegelei wurde in der Folge für kurze Zeit zu einem sehr bekannten Vergnügungsetablissement (Casino im Landgut, 1834–1844), später teils als Gasthaus (Gasthof zum Landgut, 1844–1851), teils als Fabrik genutzt, bevor die Gebäude abgerissen wurden. Es befand sich an der damaligen Himberger Straße, der heutigen Favoritenstraße, zwischen Reumannplatz und Troststraße und ist nicht mit der heutigen Verkehrsfläche Altes Landgut (= Verteilerkreis Favoriten) identisch.
- Laurenzgasse, 1862 benannt nach dem Stadtteil Laurenzergrund; dieser ging 1533 aus der Besitzvereinigung der Nonnen von Maria Magdalena vor dem Schottentor und dem Nonnenorden der Laurenzerinnen hervor, die sich nach dem heiligen Laurentius von Rom († 258) benannten. In weiterer Folge kam es zu einer Vergrößerung des Besitzes und Entstehen einer Vorstadt an der Laurenzgasse südlich der Wiedner Hauptstraße. Der Laurenzergrund wurde 1806 von der Gemeinde Wien angekauft, 1850 eingemeindet und 1862 dem 5. Bezirk zugeteilt. Die Gasse hieß davor Laurenzigasse.
- Leitgebgasse, 1875 benannt nach dem Beamten Andreas Ludwig Leitgeb (1683–1751), er war 1720 Stadtgerichtsbeisitzer, 1724–1727 Urteilsschreiber, 1728 Mitglied des Inneren Rats und 1729–1732 Stadtrichter. 1733–1736 war er erstmals Bürgermeister von Wien, als Nachfolger von Franz Daniel von Bartuska. 1737 war er Senior des Inneren Rats und 1741–1744 Stadtrichter. 1745–1751 war er neuerlich Bürgermeister; sein Nachfolger war Peter Joseph Kofler, siehe die Koflergasse im 12. Bezirk Meidling.
- Leopold-Rister-Gasse, 1957 benannt nach dem Gürtler und Politiker Leopold Rister (1873–1934); er war 1918–1920 stellvertretender Bezirksparteiobmann der SDAP und 1921–1934 Bezirksvorsteher von Margareten. Nach seiner Verhaftung im Februar 1934 erkrankte Rister schwer und starb nur kurze Zeit nach seiner Entlassung.[11] Der kleine Leopold-Rister-Park inmitten des Theodor-Körner-Hofes ist ebenfalls nach ihm benannt. Ein Teil der Gasse gehörte zuvor zur Kohlgasse.

## M

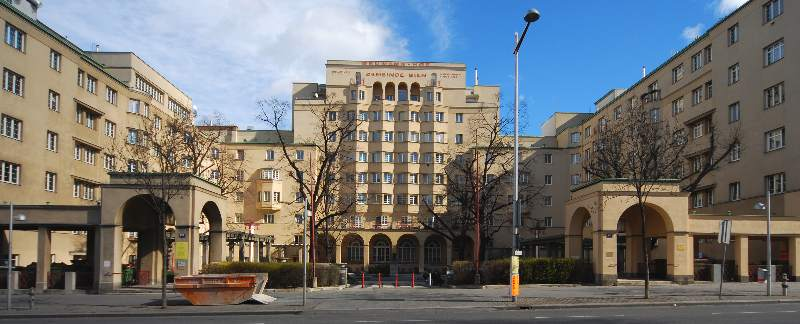
Der Reumannhof, einer der zahlreichen Gemeindebauten am Margaretengürtel

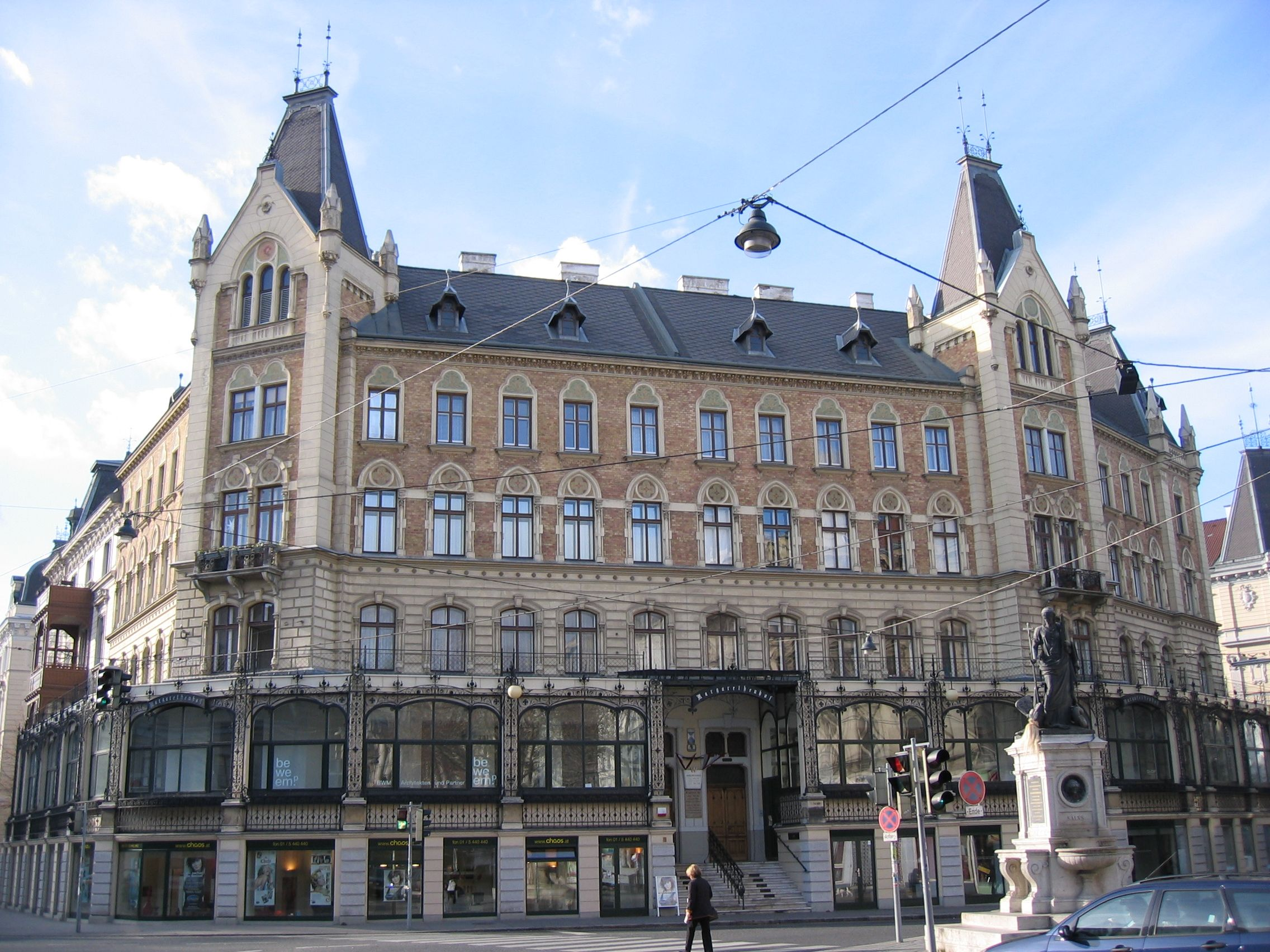
Der Margaretenhof am Margaretenplatz

- Margaretengürtel (Favoriten), 1881 benannt nach der ehemaligen Ortschaft Margareten, die 1373 erstmals urkundlich erwähnt wurde und seit 1861 namensgebender Teil des 5. Bezirks Margareten ist. Der Name bezieht sich auf die heilige Margareta von Antiochia († um 305), der Legende zufolge eine geweihte Jungfrau und Märtyrin. Die Straße reichte ursprünglich von der Schönbrunner Straße bis zur Steinbauergasse, wurde 1906 bis zum Matzleinsdorfer Platz verlängert und 1908 um den im 5. Bezirk verlaufenden Teil des Wiedner Gürtels erweitert. Die Schreibweise war 1881 Margarethner-Gürtel.
- Margaretenplatz, 1862 benannt; siehe Margaretengürtel. Der Platz hieß davor Schloßplatz.
- Margaretenstraße, um 1900 benannt; siehe Margaretengürtel. Der Verkehrsweg lässt sich ab etwa 1700 nachweisen und bildete als Neu-Wiedner Straße die Hauptachse des Vororts Neue Wieden. Der Abschnitt zwischen Margaretenplatz und Reinprechtsdorfer Straße hieß im 18. Jahrhundert Griesgasse, der Abschnitt bis zum Linienwall Ziegelgasse (ab 1862 Obere Bräuhausgasse). Für Teile der Straße sind auch die Bezeichnungen Adlergasse, Reinprechtstorfer Hauptstraße und Obere Schloßgasse überliefert.
- Matzleinsdorfer Platz, 1906 benannt nach der ehemaligen Ortschaft Matzleinsdorf, die 1136 erstmals urkundlich erwähnt wurde. Ein damaliger Eintrag im Klosterneuburger Salbuch dokumentiert die Existenz eines gewissen Otto von Mazilinestorf. Der Name „Mazilinestorf“ ist eine Referenz auf Mazilo, den Gründer der Siedlung, wobei sich die Schreibweise im Laufe der Jahrhunderte immer wieder änderte. Matzleinsdorf ging 1727 in den Besitz der Stadt Wien über, wurde 1850 eingemeindet und 1861 dem 5. Bezirk Margareten zugeordnet. Ab den 1960er-Jahren wurde der Matzleinsdorfer Platz als Verkehrsknoten dem Autoverkehr überlassen.
- Mauthausgasse, 1862 benannt nach dem Zollgebäude („Mauthaus“) am Linienwall, das von 1704 bis 1794 hier bestand. An den „Linien“ wurde bei den Mautstellen, den so genannten Linienämtern, für die Einfuhr von Lebensmitteln in Richtung Wien die so genannte Verzehrungssteuer (Akzise) eingehoben, eine Art zusätzlicher Umsatzsteuer. Die Gasse hieß davor Liniengasse.
- Mittersteig, benannt (Datum unbekannt) nach einer ortsüblichen Bezeichnung. Der Mittersteig war Anfang des 18. Jahrhunderts ein Feldweg mit gewundenem Verlauf und hieß ab 1785 Mittlere Steiggasse, später auch Arme Schulgasse und Kleine Neue Gaßen.

## N
- Nevillegasse, 1862 benannt nach dem Brückenbauingenieur Franz Neville (Lebensdaten unbekannt), der gemeinsam mit Adam Clark die nach ihm benannte Nevillebrücke konstruierte. Die Brücke überquert den Wienfluss und verbindet die Bezirksteile Hundsturm (5. Bezirk) und Gumpendorf (6. Bezirk); ihre Fortsetzung in Mariahilf ist die Brückengasse. Die Nevillebrücke war eine damals neuartige Eisenkonstruktion; sie wurde 1852–1854 errichtet und 1900 ersetzt. Sie hieß 1854–1869 Radetzkybrücke
- Nikolsdorfer Gasse, 1862 benannt nach dem ehemaligen Vorort Nikolsdorf, der 1594 erstmals als Niclßdorff erwähnt wird. Sein Name leitet sich von Nikolaus Olai ab, dem Erzbischof von Gran. Er gründete die Siedlung, die zunächst Nikolausdorf genannt und später verballhornt wurde. 1727 verkaufte Franz Anton Ferdinand von Sonnau die Herrschaftsrechte über Nikolsdorf, Margareten und Matzleinsdorf an die Stadt Wien. Der Ort wurde 1850 eingemeindet und Teil des neuen 4. Bezirks, und dann 1861 mit dem Westteil des Bezirks zum neuen 5. Bezirk Margareten erhoben.

## O
- Obere Amtshausgasse, 1872 benannt nach dem ehemaligen Amtshaus des Grundgerichts für den 1850 eingemeindeten Ort Hundsturm. Die Gasse hieß davor nur Amtshausgasse.

## P
- Pannaschgasse, 1891 benannt nach dem Offizier,  Militärgeografen, Burgtheater-Dramatiker und Bibliothekar Anton Pannasch (1789–1855). Der in Brüssel geborene Sohn eines Offiziers nahm an den Feldzügen in Polen, Deutschland und Frankreich teil. 1815–1826 war er im Generalquartiermeisterstab tätig. 1844 wurde er dem Kriegsarchiv zugeteilt und redigierte seit 1847 die Österreichische Militärische Zeitschrift. Im Juni / Juli 1848 war er als Oberst Oberkommandant der (revolutionären) Wiener Nationalgarde; seine Nachfolge trat Wenzel Messenhauser an, der im November 1848 vom kaiserlichen Militär standrechtlich erschossen wurde.[12] Die Gasse war vorher ein Teil der Wimmergasse.
- Pilgramgasse, 1862 benannt nach dem Barock-Architekten Franz Anton Pilgram (1699–1761); er war ein Schüler von Johann Lucas von Hildebrandt und ab 1731 niederösterreichischer Landschaftsbaumeister. In Wien leitete er den Umbau der Elisabethinenkirche in der Landstraße (1743–1748) und des Palais Rottal in der Inneren Stadt (1752). Ab 1744 war er Mitglied des Äußeren Rats. Die Pilgrambrücke ist ebenfalls nach ihm benannt. Franz Anton Pilgram ist nicht zu verwechseln mit dem Bildhauer Anton Pilgram (Meister Pilgram), der Anfang des 16. Jahrhunderts bei Bauarbeiten am Stephansdom mitwirkte.

## R

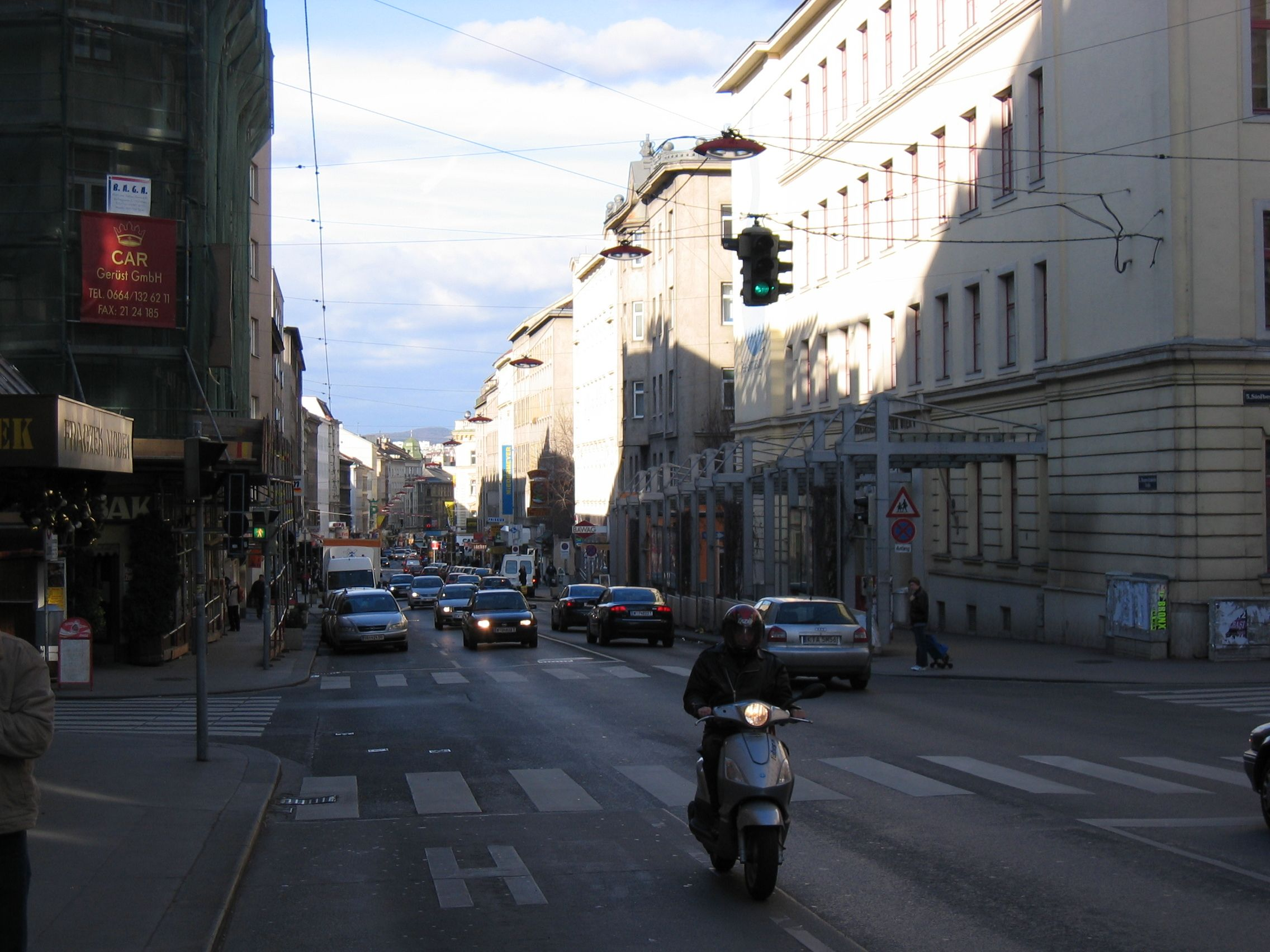
Reinprechtsdorfer Straße

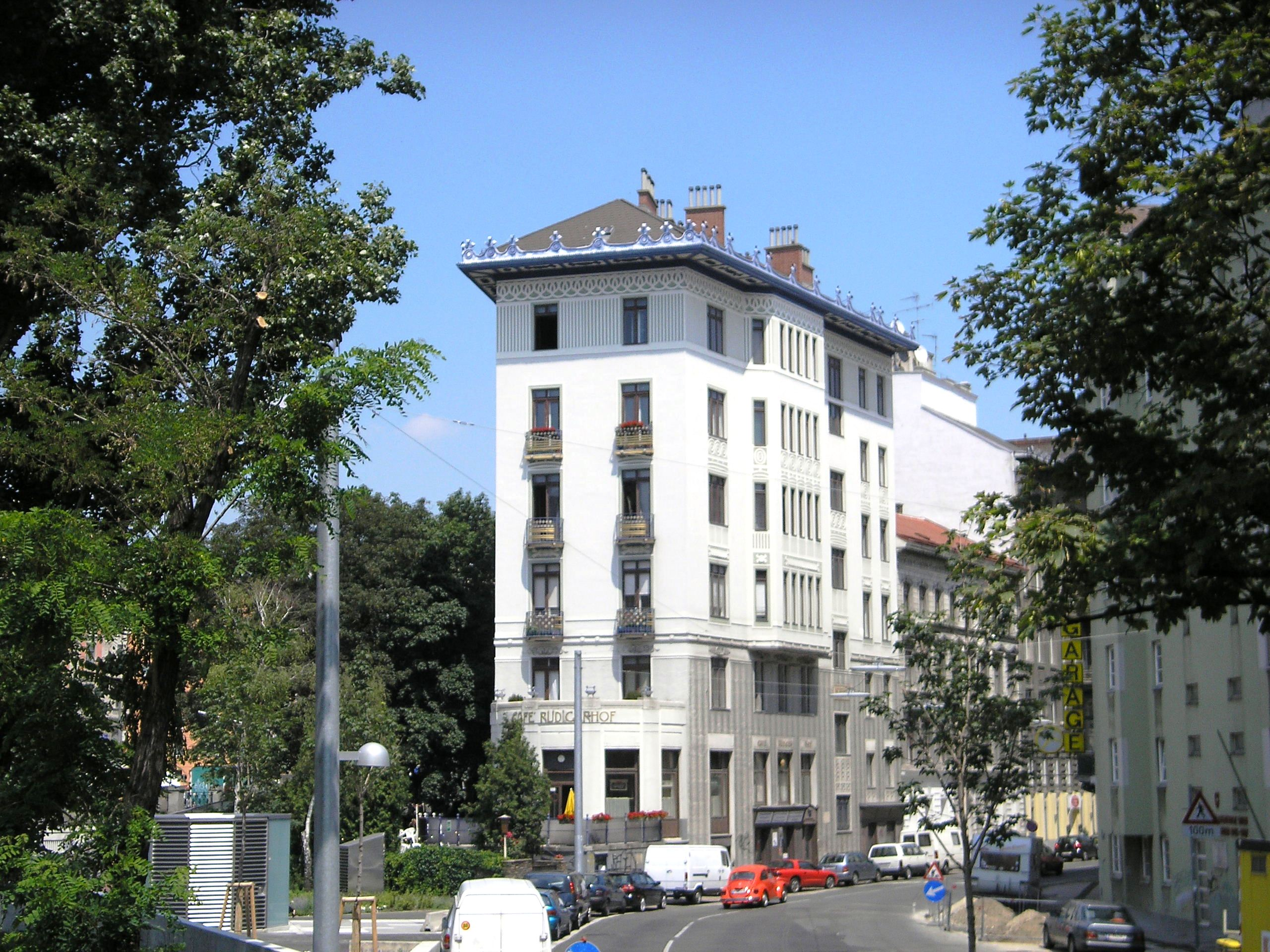
Beim Rüdigerhof verläuft die Rechte Wienzeile, bis dahin Stadteinfahrt aus dem Westen, als Fußweg links neben dem Gebäude weiter; die Fahrbahn rechts neben dem Gebäude heißt auf etwa 250 m Hamburgerstraße, weiter stadteinwärts wieder Rechte Wienzeile.

- Rainergasse, 1862 benannt nach dem Feldzeugmeister Erzherzog Rainer (1827–1913), Mitglied des Reichsrats (ab 1857), nomineller Ministerpräsident (1861–1865), Oberkommandierender der k.k. Landwehr (1868–1906). Er förderte Kunst und Wissenschaften; unter anderem war er Präsident der Wiener Weltausstellung 1873, Kurator der Akademie der Wissenschaften und Protektor des Österreichischen Museums für Kunst und Industrie. Auf dem obersten Drittel des von der Wiedner Hauptstraße 63 an der Schönburgstraße bis zur Rainergasse ansteigenden Grundstücks im 4. Bezirk (heute Sitz der Wirtschaftskammer Österreich) befand sich bis 1957 das Palais Erzherzog Rainer, das er 1854 gekauft hatte. Das Hotel Erzherzog Rainer in der Wieden ist (mit seiner Zustimmung) ebenfalls nach ihm benannt. Die Gasse, von der nur der kurze Teil von der Blechturmgasse westwärts im 5. Bezirk liegt, hieß davor Mittelgasse, ein Teil hieß Blecherne Turmgasse.
- Ramperstorffergasse, 1864 benannt nach dem Baumeister Konrad Ramperstorffer († 1408), Mitglied des Rats der Stadt Wien. Er geriet bei einem Bruderzwist zweier Habsburger zwischen die Fronten und wurde 1408 gemeinsam mit dem Wiener Bürgermeister Konrad Vorlauf und dem Ratsherrn Hans Rockh auf dem Marktplatz (heute der Lobkowitzplatz im 1. Bezirk) hingerichtet; siehe die Rockhgasse und die Vorlaufstraße im 1. Bezirk Innere Stadt. Die Gasse hieß vorher Bergsteiggasse.
- Rechte Wienzeile, 1905 benannt nach der Lage am rechten Ufer des Wienflusses. In der späten Gründerzeit bestand das Projekt, den Fluss vom Schloss Schönbrunn, Sommerresidenz des Kaisers, bis zur Altstadt einzuwölben und die Wienzeile zum Prachtboulevard zwischen Altstadt und Schloss umzugestalten. Dieser Plan blieb unvollendet. Die an der Grenze zwischen 12. und 13. Bezirk beginnende, an der Nordgrenze der Bezirke 12, 5 und 4 gelegene und stadtzentrumsseitig im 1. Bezirk in den Karlsplatz mündende Straße ist abschnittsweise, im 5. Bezirk mit der Redergasse als Zufahrt und der die Wienzeile unterbrechenden Hamburgerstraße, Teil der heutigen Haupteinfahrt in das zentrale Stadtgebiet aus Richtung Linz, St. Pölten und Westautobahn A1. Siehe auch Linke Wienzeile. Die Straße hieß davor Flussgasse, An der Wien und Wienstraße.
- Redergasse, 1911 benannt nach dem Unternehmer Josef Ferdinand Reder (1808–1881), Seidenwarenfabrikant; er war 1861–1863 und 1865–1880 Gemeinderat und von 1862 bis 1881 Bezirksvorsteher von Margareten. Die Straße hieß davor Wienstraße. An die sehr kurze Gasse schließt ein Abschnitt der Rechten Wienzeile an, mit dem sie einen Teil der westlichen Stadteinfahrt Wiens bildet.
- Reinprechtsdorfer Straße, 1862 benannt nach der Vorstadt Reinprechtsdorf, die 1270 erstmals urkundlich erwähnt wurde. Die Siedlung entstand als Uferzeilendorf entlang der Schönbrunner Straße im Bereich zwischen Grohgasse und Spengergasse. 1727 wurde die Gemeinde Wien Grundherr über Matzleinsdorf und damit auch über einen Teil der Ried Nieder-Reinprechtsdorf. Somit entstanden ab 1730 die ersten Häuser an der Margaretenstraße; diese entwickelten sich über einzelne Häusergruppen zur eigenständigen Vorstadt. Reinprechtsdorf wurde 1850 als Teil des neuen 4. Bezirks eingemeindet und 1861 mit dem Westteil des Bezirks zum neuen 5. Wiener Gemeindebezirk erhoben. Die Straße hieß davor Kugelgasse und Reinprechtsdorfer Hauptstraße.
- Rüdigergasse, 1862 benannt nach dem Feldherrn Ernst Rüdiger von Starhemberg (1638–1701); er war seit den 1660er Jahren Militärführer in den Kriegen gegen Franzosen und Türken unter Raimondo Montecuccoli. Ab 1680 war er Wiener Stadtkommandant und der Verteidiger Wiens bei der Zweiten Türkenbelagerung 1683. Starhemberg wurde als Dank für die Rettung Wiens von Kaiser Leopold I. zum Feldmarschall ernannt und erhielt die Würde eines Staats- und Konferenzministers. Ab 1691 war er Präsident des Hofkriegsrats und für die Organisation der österreichischen Armee verantwortlich. Die Graf-Starhemberg-Gasse im 4. Bezirk, Wieden, ist ebenfalls nach ihm benannt. Die Gasse hieß davor Magdalenengasse.

## S

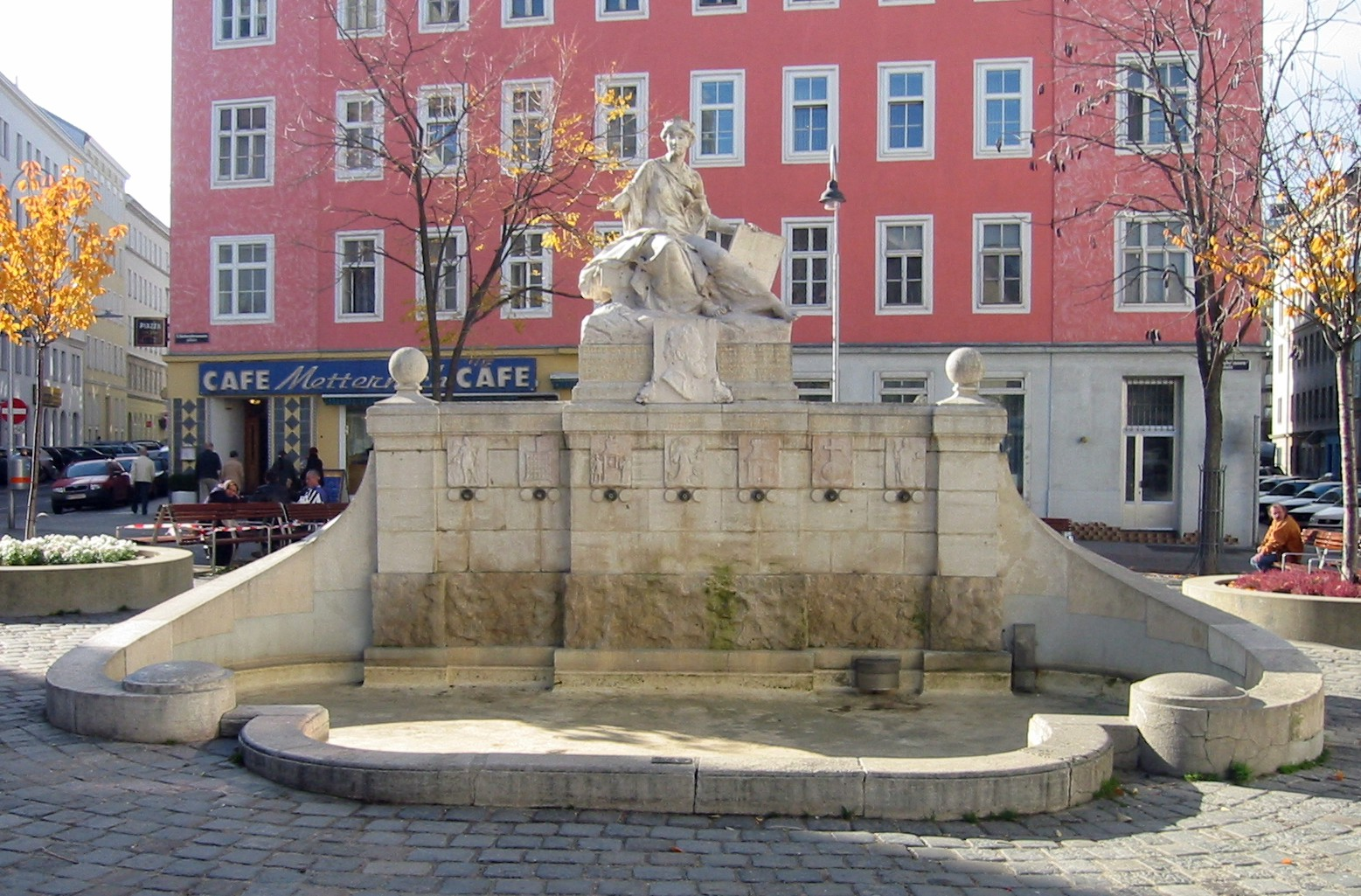
Der Siebenbrunnen am Siebenbrunnenplatz

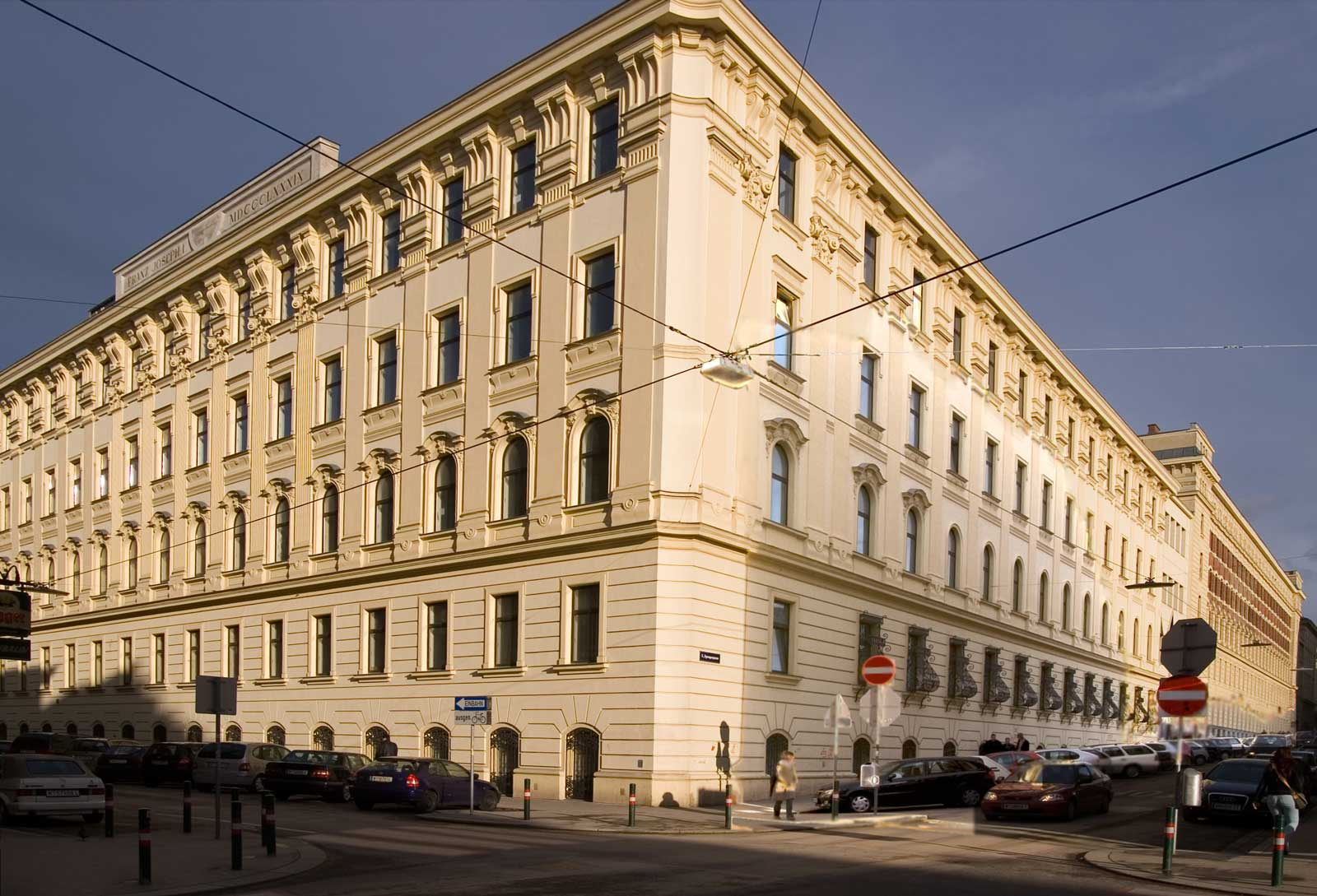
HTL Spengergasse

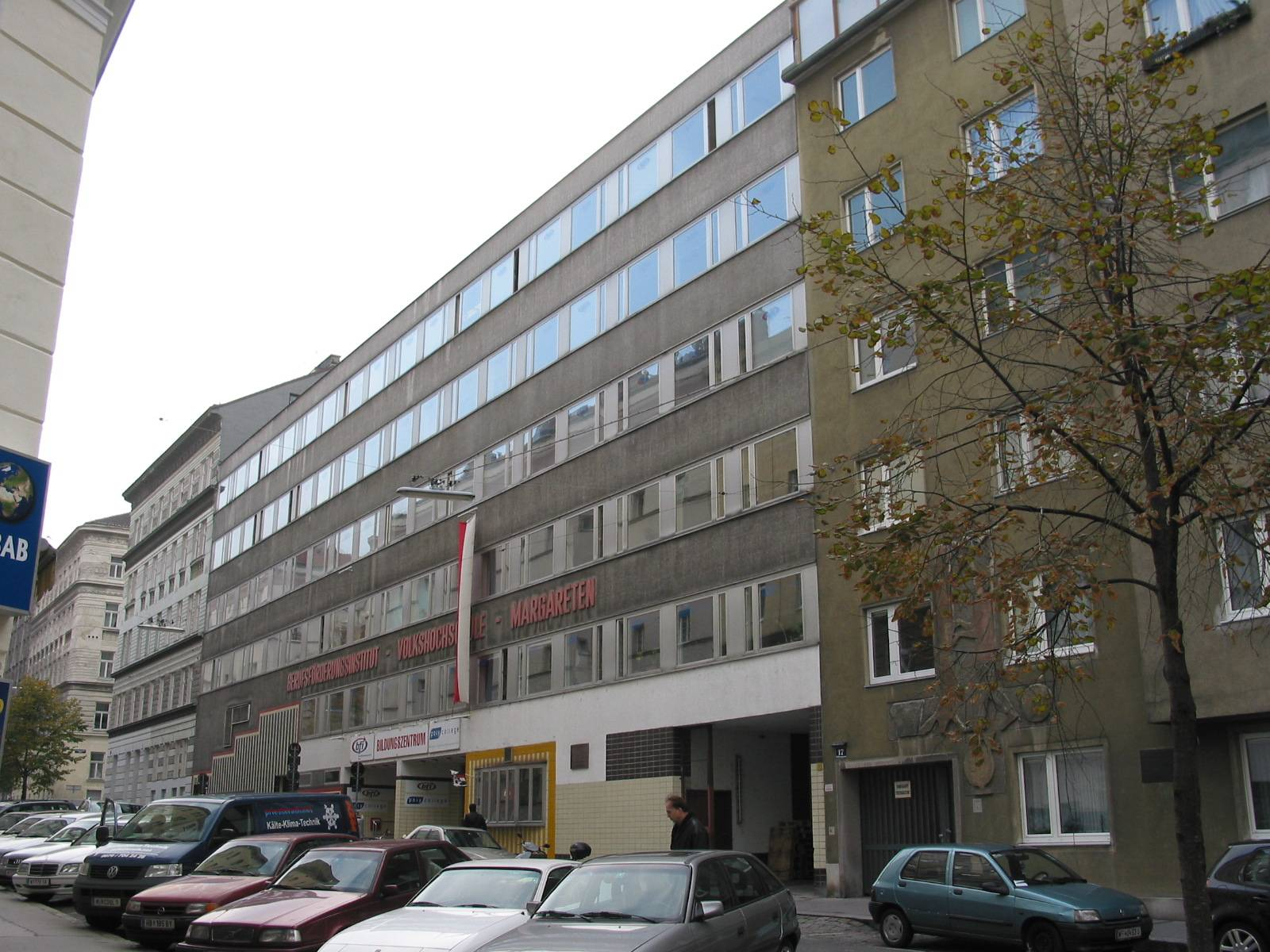
Das polycollege in der Stöbergasse

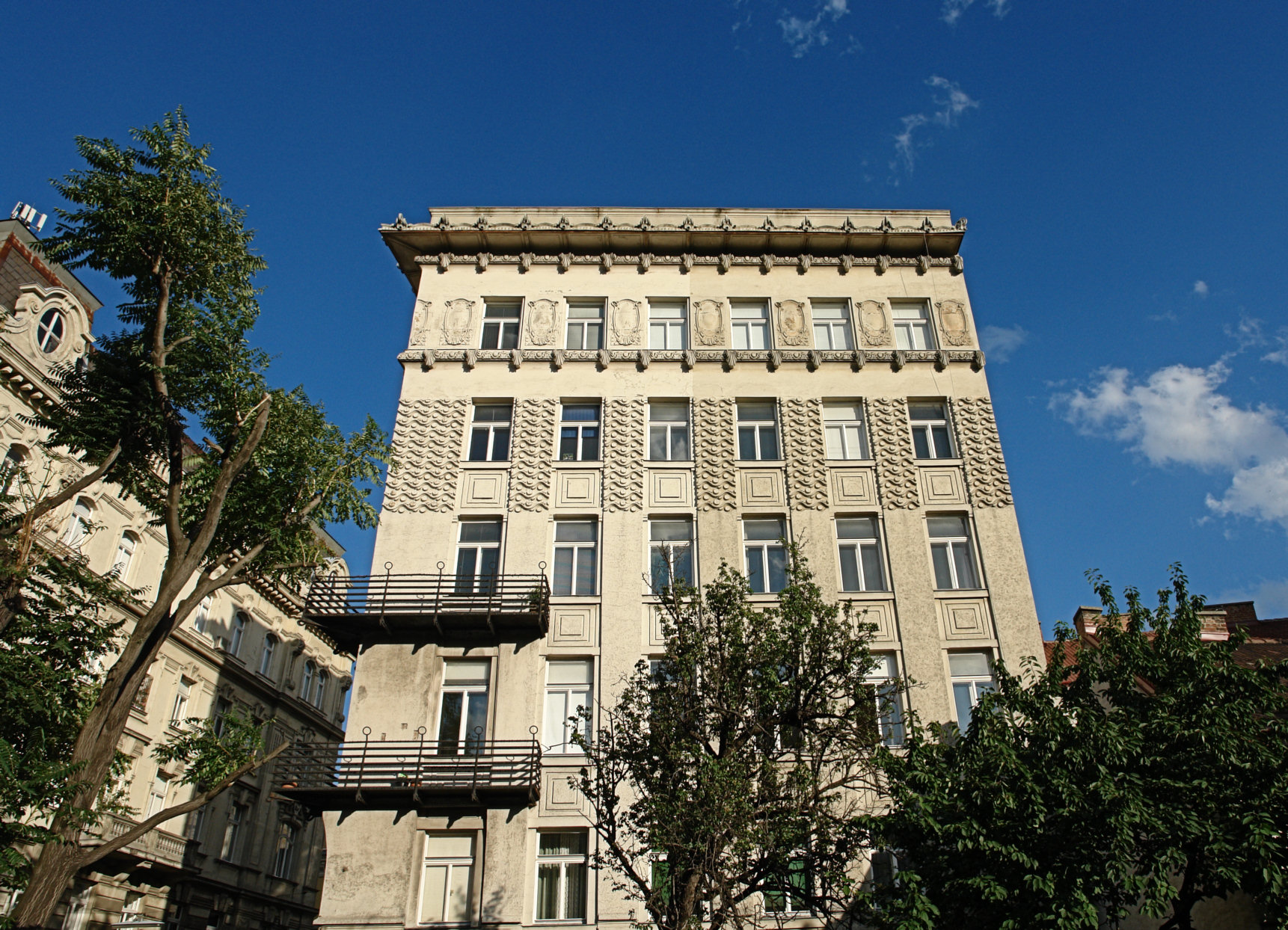
Haus Steggasse 1, ein Frühwerk von Jože Plečnik

- Sankt-Johann-Gasse, 1908 benannt nach dem ehemaligen Spital St. Johann an der Siechenals im Thurygrund (heute 9. Bezirk). Bereits im Hochmittelalter wurde das Kloster als Hospiz für Fremde gegründet, 1179 wurde es ein Hospital zur Aufnahme von an Aussatz erkrankten Menschen. Der Name St. Johann an der Siechenals wurde in der Folge auf den angrenzenden Teil der Als und die benachbarte Siedlung am Bach übertragen („Siechenals“). Am nördlichen Ende der Gasse schließt die Wackenroderbrücke über den Wienfluss an.
- Scalagasse, 1888 benannt nach dem Geistlichen Johann Scala (1816–1888); er war Pfarrer von Matzleinsdorf und von 1862 bis 1867 Gemeinderat.
- Schlossgasse (bis 1999 amtlich: Schloßweg), 1862 benannt nach dem Gutshof bzw. Schloss Margareten, dessen Begrenzung die Gasse bildete. Bereits 1373 wurde am heutigen Margaretenplatz ein Gutshof erwähnt. Der Gutsbesitz hieß ursprünglich Niederer Hof und später Schloss Margareten; siehe auch Hofgasse. Im Zug der ersten Türkenbelagerung Wiens 1529 wurde das Schloss zerstört. 1555 erwarb es Nikolaus Olai, der Erzbischof von Gran; er ließ die Gebäude wieder aufbauen und legte einen großen Schlossgarten an; siehe Gartengasse. Die Gasse hieß davor Große Schlossgasse.
- Schönbrunner Straße, 1898 benannt nach dem Schloss Schönbrunn, zu dem diese Straße führt. Sein Name geht auf einen Kaiser Matthias zugeschriebenen Ausspruch zurück, der hier auf der Jagd einen artesischen Brunnen „entdeckt“ und ausgerufen haben soll: „Welch' schöner Brunn“. Das Schloss wurde 1696–1701 nach Entwürfen von Fischer von Erlach errichtet und 1743–1749 von Nikolaus Pacassi umgestaltet. Die Straße hieß davor in Margareten Lange Gasse und Hundsthurmerstrasse.
- Schusswallgasse (bis 1999 amtlich: Schußwallgasse), 1862 benannt nach einer Verteidigungsstellung im Linienwall, die sich einst an dieser Stelle befand. Siehe auch die Wallgasse im 6. Bezirk Mariahilf. Die Gasse hieß davor Am Linienwall.
- Schwarzhorngasse, 1864 benannt nach dem Diplomaten Johann Rudolf Schmid von Schwarzenhorn (1590–1667); der gebürtige Schweizer aus Stein am Rhein wurde in einfachen Verhältnissen geboren. Er geriet 1602 als Zwölfjähriger in türkische Gefangenschaft, kam um 1620 nach Wien, wurde 1626 kaiserlichen Rat am Hof Ferdinands III. und 1629 kaiserlicher Gesandter („Internuntius“) an der Hohen Pforte in Konstantinopel. Sein Adelsprädikat erfand er nach der längst verfallenen Burg Schwarzenhorn in Satteins, Vorarlberg. Später wurde er in Wien Vizepräsident des Hofkriegsrats und 1650 in den Freiherrenstand erhoben.[13] Schwarzhorn war 1637–1657 Besitzer der Grundherrschaften Margareten und Nikolsdorf und vollendete 1647–1667 das Schloss Margareten, das jedoch im Türkenjahr 1683 wieder zerstört wurde.[14][15] Siehe auch Gartengasse, Hofgasse und Schlossgasse.
- Siebenbrunnenfeldgasse, 1904 benannt nach der Siebenbrunner Hofwasserleitung; von Quellen im heutigen 5. Bezirk Margareten aus versorgte sie vor allem die Hofburg und Gebäude des Adels und der Kirche mit Trinkwasser. Die Wasserleitung wurde 1552/1553 auf Anordnung des späteren  Kaisers Ferdinand I. angelegt. Ihr Ausgangsort waren insgesamt sieben Quellen in Matzleinsdorf, Laurenzergrund, Hungelbrunn, Margareten, Hundsturm, Reinprechtsdorf und Nikolsdorf. Das Wasser wurde über ein Reservoir unter der Augustinerbastei in die Hofburg geleitet. Der Siebenbrunnen, der Siebenbrunnenplatz, die Siebenbrunnengasse und der Margaretenbrunnen beziehen sich ebenfalls auf die Wasserleitung. Die Gasse hieß davor Siebenbrunnenfeld.
- Siebenbrunnengasse, benannt (Datum unbekannt) benannt nach der Siebenbrunner Hofwasserleitung; siehe Siebenbrunnenfeldgasse.
- Siebenbrunnenplatz, 1904 benannt zur Erinnerung an die Siebenbrunner Hofwasserleitung und die 1850 erfolgte Eingemeindung der sieben Vorstädte Hundsturm, Hungelbrunn, Laurenzergrund, Nikolsdorf, Margareten, Matzleinsdorf und Reinprechtsdorf, die seit 1861 den neuen 5. Bezirk bilden. Im Jahr 1904 wurde zum 60. Geburtstag von Bürgermeister Karl Lueger auf diesem Platz der Siebenbrunnen errichtet. Siehe auch Siebenbrunnenfeldgasse.
- Sonnenhofgasse, 1862 benannt nach dem Sonnenhof bzw. dessen Besitzer Franz Anton Graf von Sonnau († 1732), Inhaber der Grundherrschaft Margareten. Der Hof war von dessen Stiefvater Hans Ehrenreich Freiherr von Oppel als Meierhof für das Schloss Margareten errichtet worden. Der Besitz wurde 1727 von der Gemeinde Wien erworben und 1740 in ein Spital und Armenhaus umgewandelt. Nach der Eröffnung des Allgemeinen Krankenhauses wurde der Sonnhof 1785 geschlossen und verkauft. Die Gasse hieß davor Kirchengasse nach der Pfarrkirche „Zum Heiligen Josef“.
- Spengergasse, um 1830 benannt nach dem Gastwirt Melchior Spenger (1676–1752); er war 1708–1726 und 1739–1752 Ortsrichter von Magdalenengrund und Mariahilf.
- Stauraczgasse, 1949 benannt nach dem Priester Franz Stauracz (1855–1918); als Anhänger der Christlichsozialen Partei war er Mitbegründer der christlichen Arbeiter- und Jugendbewegung. Er verfasste zahlreiche konservative und klerikale Schriften; 1907 schrieb er die erste Biografie über Bürgermeister Karl Lueger. Die Gasse hieß 1888–1938 Kompertgasse (nach dem Schriftsteller Leopold Kompert) und 1938–1949 Hölderlingasse (nach dem deutschen Dichter Friedrich Hölderlin). Im Historikerbericht Straßennamen Wiens seit 1860 als „Politische Erinnerungsorte“ aus dem Jahr 2013 ist die Straße Gruppe B (Diskussionsbedarf) zugeordnet.[9]
- Steggasse, 1862 benannt nach einem Steg, der hier einst in Verlängerung der Rüdigergasse bei der Hamburgerstraße über den Wienfluss führte; zuvor hieß er Ratzenstadelsteg. Später hieß der Übergang Magdalenenbrücke; sie wurde durch die 1913–1915 vorgenommene Verlängerung der Einwölbung (vom Naschmarkt zum Stadtpark) ersetzt.
- Sterkgasse, 2004 benannt nach dem Journalisten Josef Sterk (1903–1981) und seinem Sohn, dem Kulturpublizisten Harald Sterk (1938–1991). Josef Sterk war stellvertretender Chefredakteur der Arbeiter-Zeitung, Chefredakteur der Sozialistischen Korrespondenz und ab 1934 im Widerstand tätig. Harald Sterk wirkte als Kulturredakteur der Arbeiter-Zeitung sowie als Ressortleiter Architektur des ORF; er gilt als Wegbereiter für die Renovierung des Rüdigerhofes (5., Rechte Wienzeile 67 und Hamburgerstraße 20).[16]
- Stöbergasse, 1877 benannt nach dem Kupferstecher, Stahlstecher und Radierer Franz Xaver Stöber (1795–1858); er erhielt 1829 ein Privileg für den Stahlstich, der gegenüber dem Kupferstich wesentlich höhere Auflagen erlaubte. Auch mit dem Farbdruck von Kupfer- und Stahlplatten beschäftigte er sich. 1835 wurde er Mitglied der Wiener Akademie, 1842 Hofkammer-Kupferstecher und ab 1844 Lehrer für Kupferstich an der Akademie. Sein Werk wird auf 2.500 Blätter geschätzt.
- Stolberggasse, 1877 benannt nach dem deutschen Dichter und Übersetzer Friedrich Leopold zu Stolberg-Stolberg (1750–1819) und seinem Bruder, dem Beamten, Übersetzer und Lyriker Christian zu Stolberg-Stolberg (1748 bis 1821). Friedrich Leopold schrieb Oden, Balladen, Satiren, Reisebeschreibungen und Dramen. Bekannt sind seine Homer- und Ossianübersetzungen. Seine revolutionär-pathetischen Gedichte werden zum Sturm und Drang gezählt. Christian zu Stolberg-Stolberg war als Beamter tätig und schrieb mit wenig Talent einige Gedichte und Balladen.[17]
- Storkgasse, 1876 benannt nach dem Priester und Pädagogen Johann Friedrich Stork (1746–1823), Zeremonienmeister des Kardinals Migazzi. Auf Betreiben von Kaiser Josef II. studierte er 1779 in Paris bei Charles-Michel de l’Epée die damals neue Methode des Taubstummen-Unterrichts. Nach seiner Rückkehr wurde er 1779–1792 der erste Direktor des Wiener Instituts für Taubstumme.[18][19] Das Institut war bis 1782 im Bürgerspital untergebracht und übersiedelte dann in ein eigenes Gebäude in Mödling.[20]
- Straußengasse, 1837 benannt nach dem ehemaligen Gasthaus „Zum goldenen Strauß“, das ab 1736 nachweisbar ist.
- Strobachgasse, 1906 benannt nach dem Politiker Josef Strobach (1852–1905); er war Mitglied der Christlichsozialen Partei, Gemeinderat (1893–1905), Stadtrat (1895), Bürgermeister von Wien (1896–1897), Vizebürgermeister und Landmarschallstellvertreter von Niederösterreich (ab 1897), Abgeordneter zum Landtag von Niederösterreich (1896–1905) und Reichsratsabgeordneter (1897–1905). In Margareten war er u. a. Obmann des Wählervereines der Vereinigten Christen und des Hausherren-Vereines. Sein Vorgänger als Bürgermeister war Hans von Friebeis, sein Nachfolger war Karl Lueger; siehe Dr.-Karl-Lueger-Platz. Die Gasse hieß davor Wildemanngasse (nach dem ehemaligen Gasthaus „Zum wilden Mann“). Im Historikerbericht Straßennamen Wiens seit 1860 als „Politische Erinnerungsorte“ aus dem Jahr 2013 ist die Straße Gruppe B (Diskussionsbedarf) zugeordnet.[9]

## V
- Viktor-Christ-Gasse, 1949 benannt nach dem Arbeiter Viktor Christ (1904–1941), Facharbeiter bei den Wiener E-Werken. Er war als Widerstandskämpfer aktiv und bereits 1934 vorübergehend in Haft. In der NS-Zeit wurde er 1941 von der Gestapo verhaftet, wegen „tätiger Sabotage und Brandlegung“ zum Tod verurteilt und im KZ Mauthausen erschossen.[21] Die Gasse hieß davor Bachergasse.
- Vogelsanggasse, 1901 benannt nach dem Publizisten, Politiker und Sozialreformer Karl von Vogelsang (1818–1890), leitender Redakteur der Wiener katholisch-konservativen Zeitung „Das Vaterland“ (ab 1875). Durch seine Artikel und Schriften löste er eine christlich-soziale Volks- und Reformbewegung mit der Forderung nach sozialen Reformen aus. Dies führte dazu, dass eine Reihe von Sozialgesetzen beschlossen wurde: Arbeitszeitbegrenzung, Sonntagsruhe, Unfall- und Krankenversicherung und Genossenschaftsgesetz. Diese galten für vorbildlich in Europa und bildeten die Grundlage der österreichischen Sozialgesetzgebung. Die Gasse hieß davor Heinegasse. Im Historikerbericht Straßennamen Wiens seit 1860 als „Politische Erinnerungsorte“ aus dem Jahr 2013 ist die Straße Gruppe B (Diskussionsbedarf) zugeordnet.[9]

## W

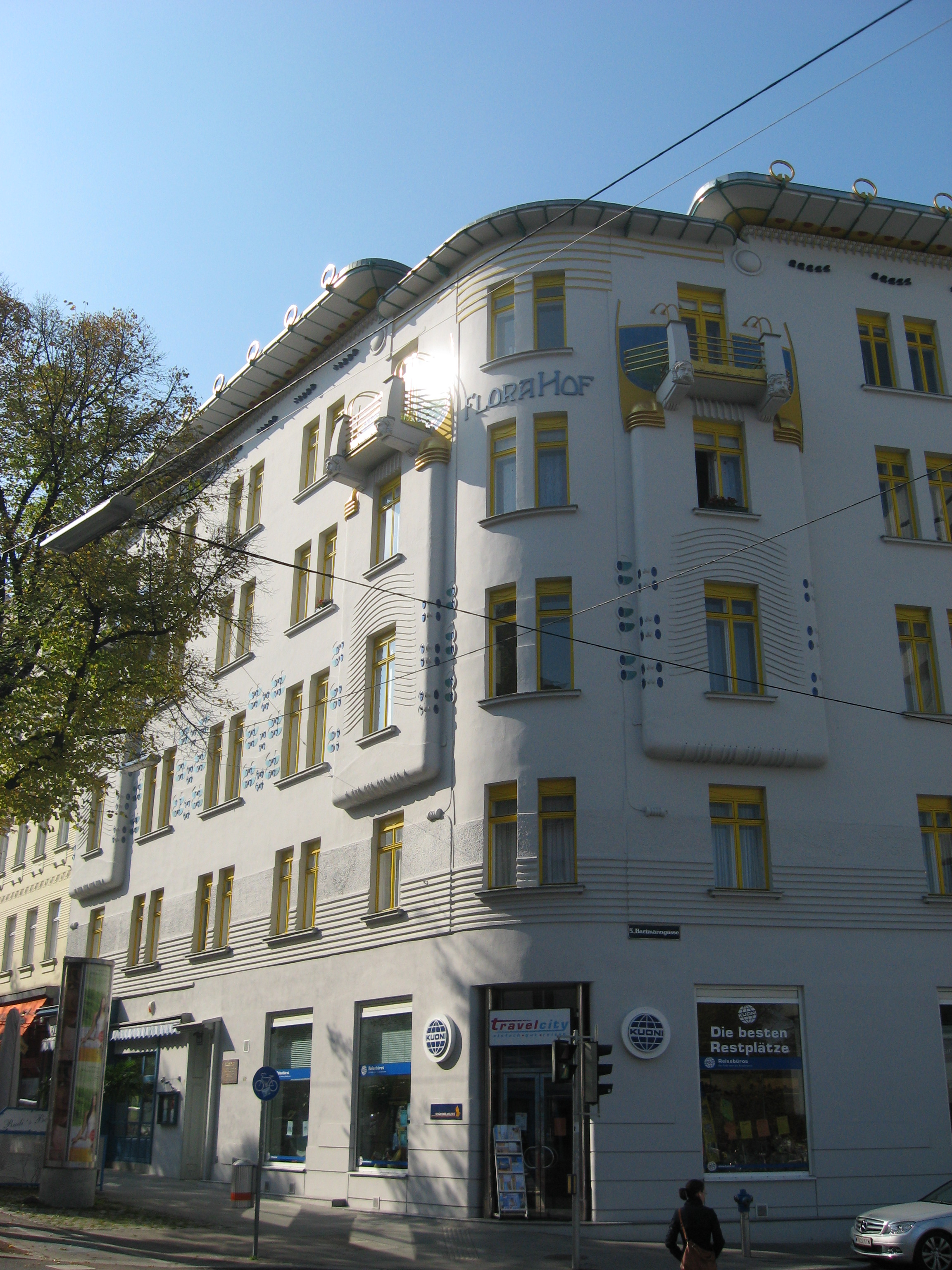
Der Florahof in der Wiedner Hauptstraße

- Wehrgasse, 1862 benannt nach der ehemaligen Gumpendorfer Stauanlage („Wehr“) am Wienfluss; von hier zweigte einst der Mühlbach mit der Heumühle ab. Die Anlage wurde 1856 abgetragen. Die Wehrgasse ist eine der besterhaltenen biedermeierlich-frühhistoristischen Gassen des 5. Bezirks.
- Wiedner Hauptstraße, 1862 benannt nach der ehemals selbstständigen Gemeinde Wieden, die erstmals um das Jahr 1211 als Widem erwähnt wurde. Der Name leitet sich vom Widum (immobiles Vermögen der Pfarrpfründe) von Sankt Stephan ab. Die ursprüngliche Siedlung entstand gegen Ende des 12. Jahrhunderts; sie erstreckte sich am Wienfluss entlang bis zum heutigen Karlsplatz. 1850 wurde Wieden gemeinsam mit anderen Vorstädten als 4. Bezirk eingemeindet; 1861 wurde er geteilt und verlor einen Teil seiner Fläche an den neu geschaffenen 5. Bezirk Margareten. Die Straße hieß davor Alte Wieden Hauptstraße, Matzleinsdorfer Hauptstraße und Matzleinsdorfer Straße (diese nicht zu verwechseln mit einer ehemals gleichnamigen Straße im 12. Bezirk).
- Wimmergasse, 1875 benannt nach dem evangelischen Geistlichen Gottlieb August Wimmer (1791–1863); er wirkte 30 Jahre lang (1818–1848) als evangelischer Pfarrer im heute südburgenländischen Oberschützen und prägte den Ort nachhaltig; so führte er beispielsweise den Obstbau ein. Ihm ist es auch zu verdanken, dass 1921, als das Burgenland zu Österreich kam, die Oberschützer Schulanstalten die einzigen zur Matura führenden Bildungsstätten des jüngsten Bundeslandes waren. Ab 1848 betätigte sich Wimmer politisch in Ungarn und in London, 1849–1850 musste er kurzzeitig in die USA fliehen. Er wurde auf dem evangelischen Friedhof Matzleinsdorf beerdigt.[22] Ein Teil der Gasse wurde 1891 als Pannaschgasse abgetrennt.

## Z
- Zeinlhofergasse, 1888 benannt nach dem Geistlichen Johann Georg Zeinlhofer (1802–1881); er war von 1838 bis 1881 Pfarrer der Margaretner Josefskirche.
- Zentagasse, 1867 benannt zur Erinnerung an die Schlacht bei Zenta an der Theiß, bei der 1697 kaiserliche Truppen unter dem Oberbefehl von Prinz Eugen von Savoyen einen bedeutenden Sieg über die Osmanen errangen. Dieser Sieg führte schließlich zum Frieden von Karlowitz, der den Großen Türkenkrieg (1683–1699) beendete. Siehe auch die Prinz-Eugen-Straße im 4. Bezirk, Wieden, den Belgradplatz im 10. Bezirk, Favoriten, und den Höchstädtplatz im 20. Bezirk, Brigittenau.
- Zentaplatz, 1905 benannt zur Erinnerung an die Schlacht bei Zenta; siehe Zentagasse.
- Zeuggasse, 1862 benannt nach einer 1820 an dieser Stelle gegründeten Fabrik, die Werkzeuge („Zeug“) herstellte. Die Gasse hieß davor Blumengasse.
- Ziegelofengasse, 1862 benannt nach den beiden städtischen Ziegelöfen in dieser Gegend, die um 1683–1770 hier nachweisbar sind. Siehe auch die Zieglergasse im 7. Bezirk, Neubau, den Ziegelofenweg im 21. Bezirk, Floridsdorf, und die Ziegelhofstraße im 22. Bezirk, Donaustadt. Ziegelofengassen gab es früher auch im 15. Bezirk (heute Lichtgasse), im 17. Bezirk (heute Nattergasse), im 21. Bezirk (heute Ostmarkgasse bzw. Siegfriedgasse), im 22. Bezirk im Bezirksteil Essling (heute Kiwischgasse), im 22. Bezirk im Bezirksteil Stadlau (heute Stralehnergasse) und im 23. Bezirk (heute Kellerberggasse); weiters eine Zieglergasse im 3. Bezirk (heute Tongasse), im 13. Bezirk (heute Woltergasse) und im 21. Bezirk (heute Fahrbachgasse), eine Ziegelgasse im 9. Bezirk (heute Schubertgasse), sowie Am Ziegelofen im 11. Bezirk (aufgelassen) und im 17. Bezirk (aufgelassen). Die Gasse hieß davor Piaristengasse.

## Historische Straßennamen

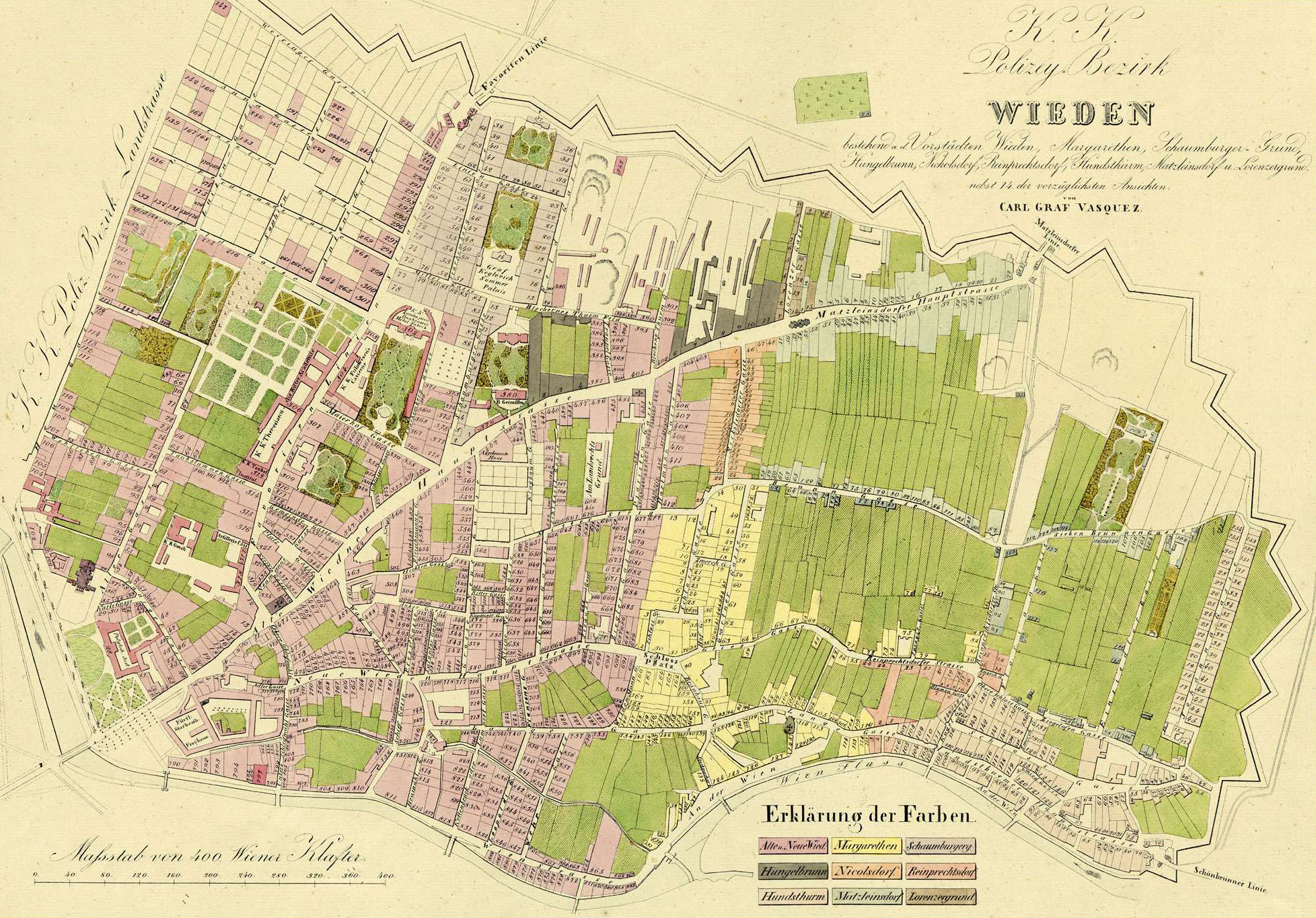
Die Wieden um 1830, entspricht den heutigen Bezirken Wieden und Margareten

- Adlergasse: siehe Margaretenstraße
- Alte Wieden Hauptstraße: siehe Wiedner Hauptstraße
- Alter Bürgerweg: siehe Blechturmgasse
- Am Linienwall: siehe Schußwallgasse
- Amtshausgasse: siehe Obere Amtshausgasse
- An der Wien: siehe Rechte Wienzeile
- Arme Schulgasse: siehe Mittersteig
- Bachergasse: siehe Viktor-Christ-Gasse
- Bergsteiggasse: siehe Ramperstorffergasse
- Blecherne Thurmgasse: siehe Blechturmgasse bzw. Rainergasse
- Blumengasse: siehe Christophgasse bzw. Zeuggasse
- Dammstraße, später Eichenstraße, seit Verschiebung der Bezirksgrenze, 1907, nur im 12. Bezirk
- Eichenstraße: siehe Dammstraße
- Flussgasse: siehe Rechte Wienzeile
- Gärtnergasse: siehe Gartengasse
- Gaudenzdorfer Gürtel: siehe Margaretengürtel
- Gaudenzdorfer Hauptstraße: siehe Schönbrunner Straße
- Griesgasse: siehe Margaretenstraße
- Große Schlossgasse: siehe Schloßgasse
- Gürtelstraße: siehe Gaudenzdorfer Gürtel
- Heinegasse: siehe Vogelsanggasse
- Hundsturmer Straße: siehe Schönbrunner Straße (auch Hundsthurmerstrasse)
- Kirchengasse: siehe Sonnenhofgasse
- Kleine neue Gasse: siehe Kleine Neugasse bzw. Mittersteig
- Koflergasse: siehe Diehlgasse
- Kugelgasse: siehe Reinprechtsdorfer Straße
- Lange Gasse: siehe Schönbrunner Straße
- Leopoldsgasse: siehe Franzensgasse
- Liniengasse: siehe Mauthausgasse
- Lumpertgasse: siehe Kettenbrückengasse
- Magdalenengasse: siehe Rüdigergasse
- Margaretengürtel: siehe Gaudenzdorfer Gürtel
- Matzleinsdorfer Hauptstraße: siehe Wiedner Hauptstraße
- Matzleinsdorfer Straße: siehe Wiedner Hauptstraße (eine gleichnamige historische Straße befand sich im 12. Bezirk)
- Meidling-Schönbrunner Straße: siehe Schönbrunner Straße
- Mittelgasse: siehe Rainergasse
- Mohngasse: siehe Jahngasse
- Neu-Wiedner Straße: siehe Margaretenstraße
- Obere Bräuhausgasse: siehe Margaretenstraße
- Obere Schloßgasse: siehe Margaretenstraße
- Piaristengasse: siehe Ziegelofengasse
- Raingasse: siehe Gassergasse
- Reinprechtstorfer Hauptstraße: siehe Margaretenstraße
- Sackgasse: siehe Bräuhausgasse
- Schloßgasse: siehe Am Hundsturm
- Schloßplatz: siehe Am Hundsturm bzw. Margaretenplatz
- Schmidgasse: siehe Amtshausgasse
- Schmiedgasse: siehe Bärengasse
- Tempelgasse: siehe Hartmanngasse
- Traubengasse: siehe Castelligasse
- Untere Bräuhausgasse: siehe Bräuhausgasse
- Wiedner Gürtel: siehe Margaretengürtel
- Wienstraße: siehe Rechte Wienzeile, Hamburgerstraße und Redergasse
- Wildemanngasse: siehe Strobachgasse
- Ziegelgasse: siehe Margaretenstraße
- Zwerchgasse: siehe Amtshausgasse bzw. Castelligasse

1938–1945
- Hölderlingasse: siehe Stauraczgasse